# Carnaval

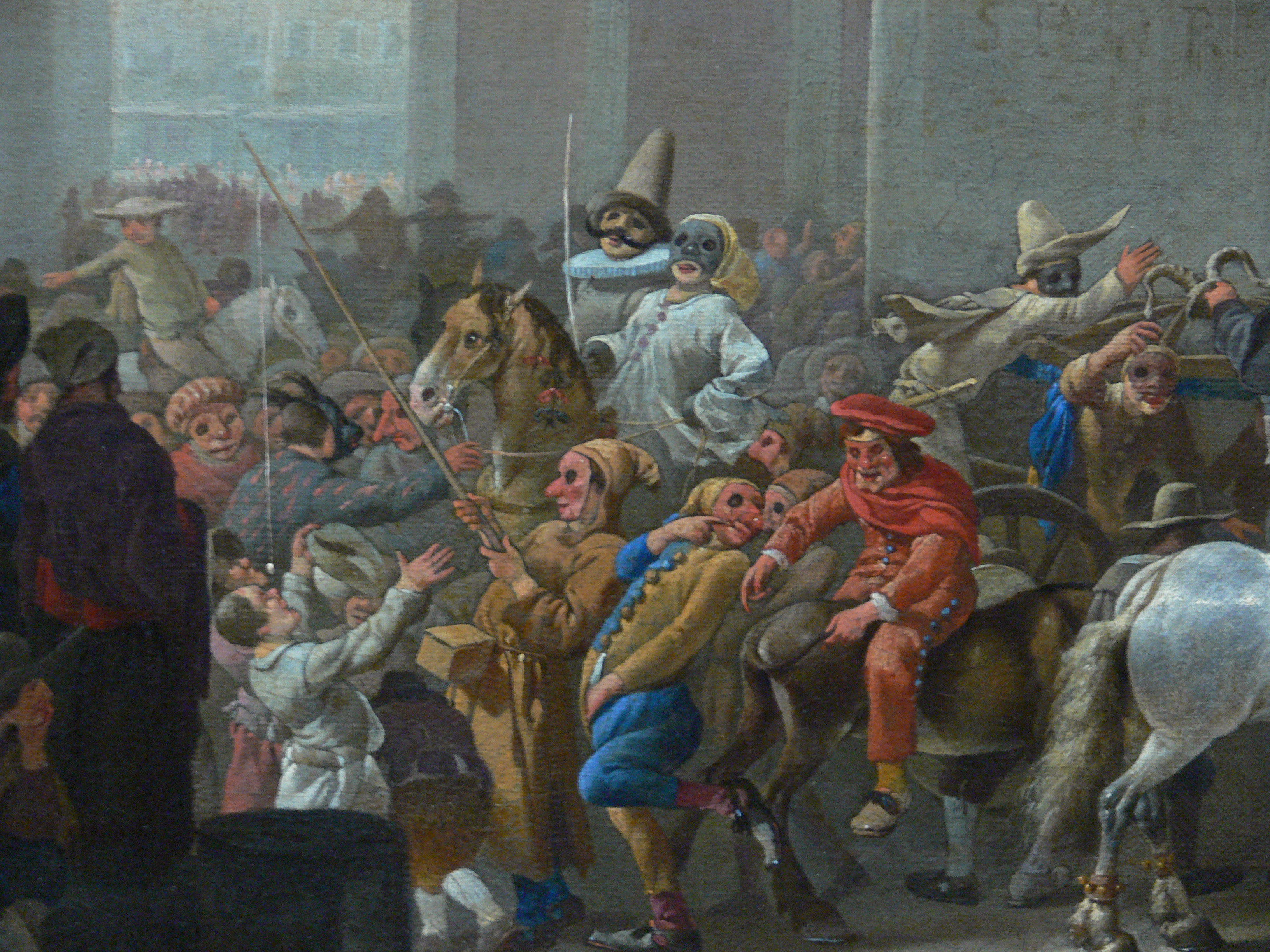
Carnaval en Roma (detalle). Óleo de Johannes Lingelbach, c. 1650/1651.

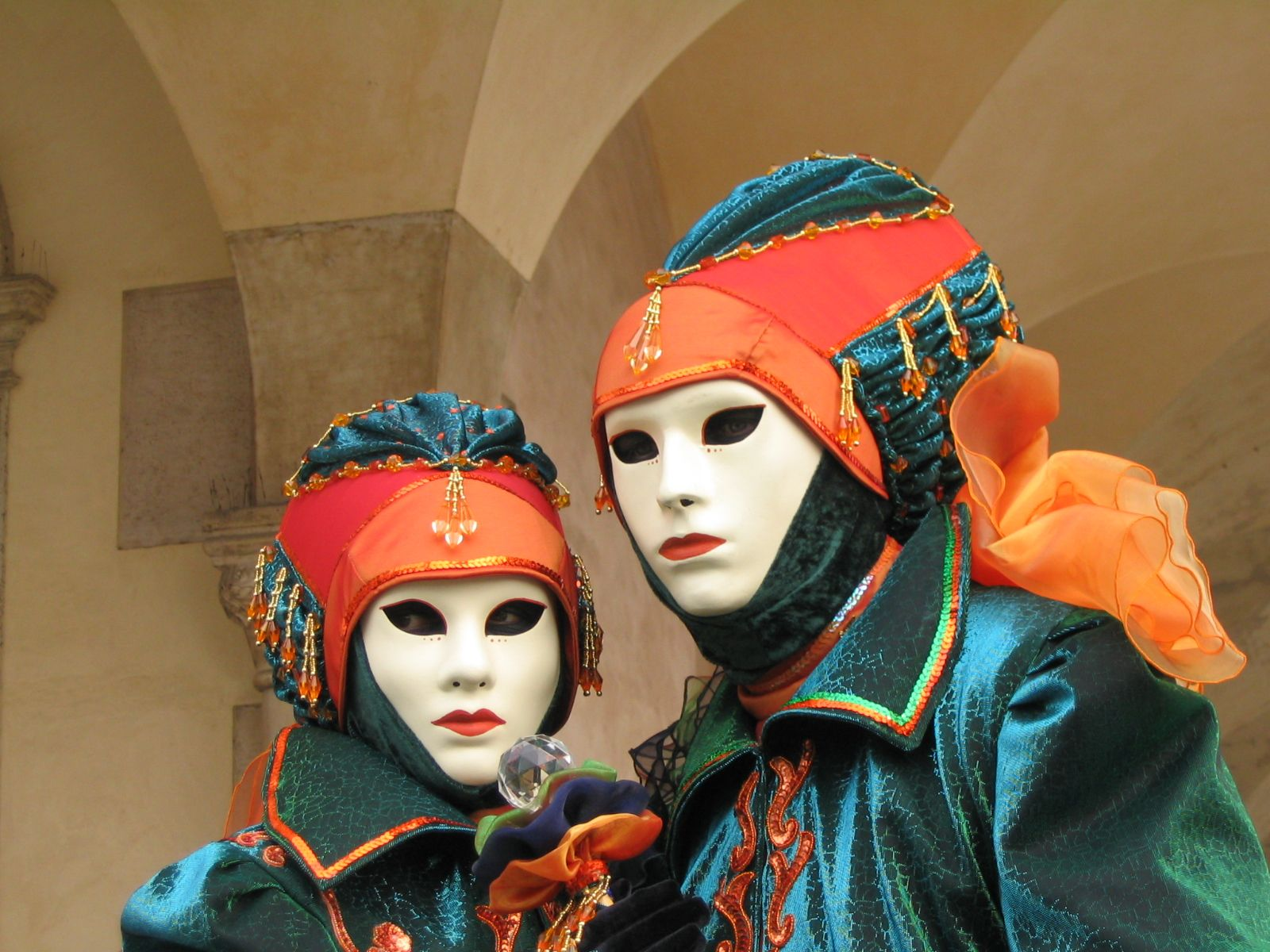
Máscaras en el Carnaval de Venecia

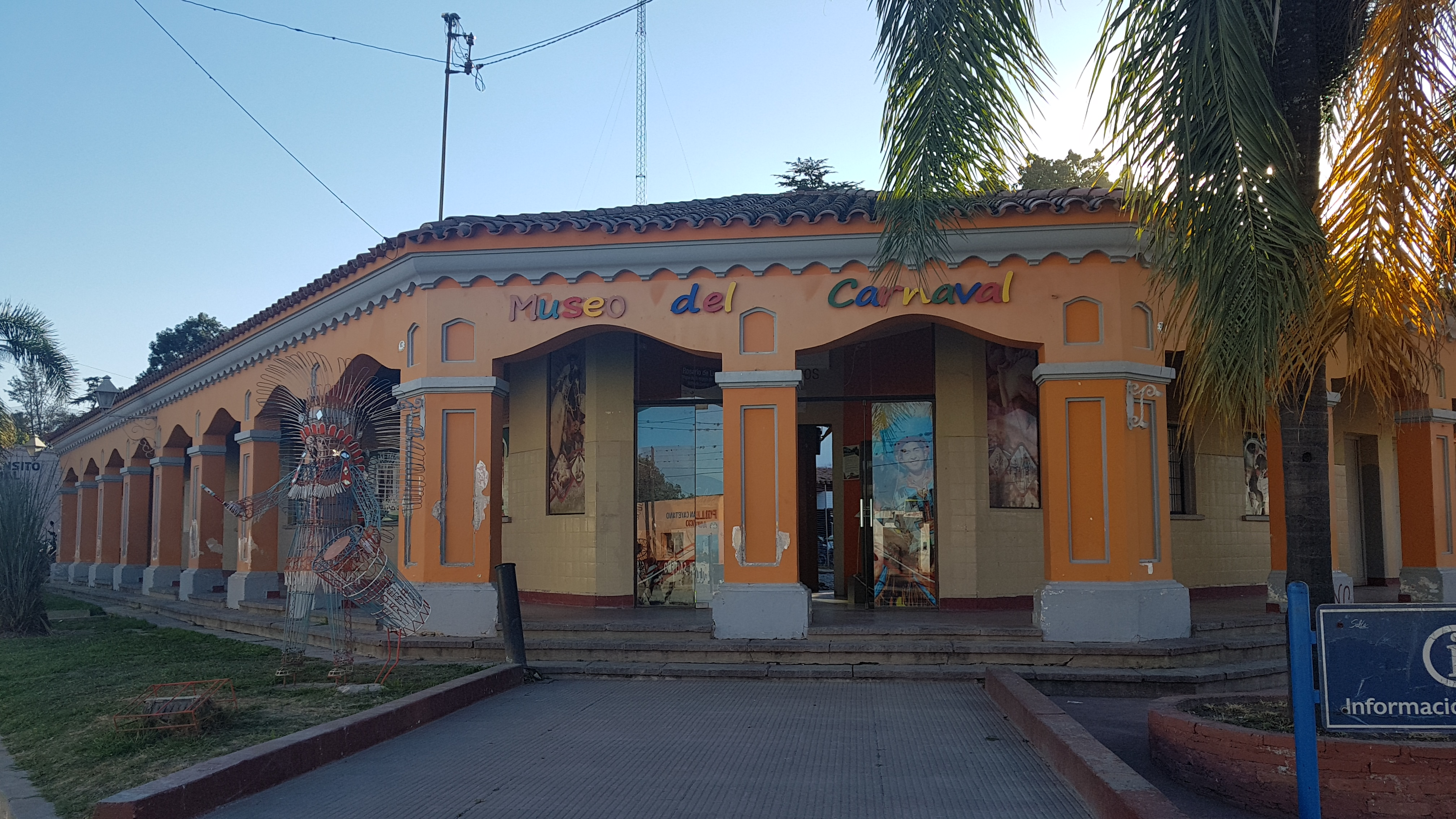
Casa del Carnaval. Rosario de Lerma. Salta

El carnaval o carnestolendas es una celebración que tiene lugar inmediatamente antes de la Cuaresma y que tiene fecha variable (entre febrero y marzo según el año). Tradicionalmente esta fiesta comienza un jueves (jueves lardero) y acaba el martes siguiente (martes de carnaval). El carnaval combina elementos tales como disfraces, grupos que cantan coplas, desfiles y fiestas en la calle. A pesar de las diferencias que su celebración presenta en el mundo, su característica común es la de ser un período de permisividad y cierto descontrol. En sus inicios, probablemente con un cierto sentido del pudor propio de la religión.
Algunos autores han propuesto diversos orígenes para el carnaval, como las fiestas paganas que se realizaban en honor a Baco, el dios romano del vino, o las Saturnales y las Lupercales romanas, o las que se realizaban en honor del toro Apis en el Antiguo Egipto. Sin embargo, no hay evidencia de que se hayan celebrado fiestas similares por las mismas fechas antes del año 1200.
El carnaval no es reconocido como una fiesta religiosa por la Iglesia católica Las culturas protestantes por lo general tienen tradiciones modificadas, como el carnaval danés o el Mardi Gras estadounidense.

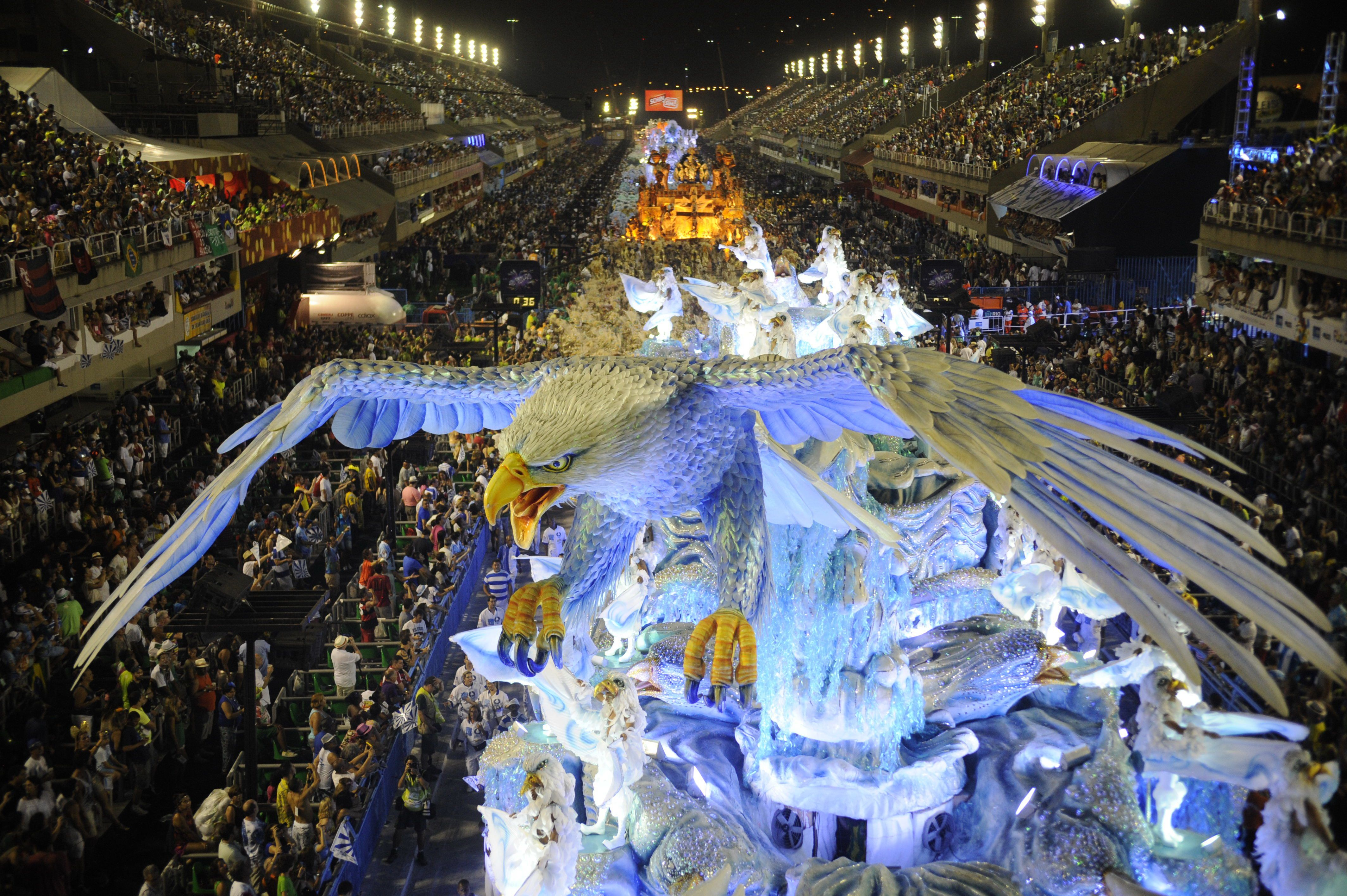
Carnaval de Río de Janeiro, el mayor evento carnavalesco en el mundo, según el Guinness World Records.

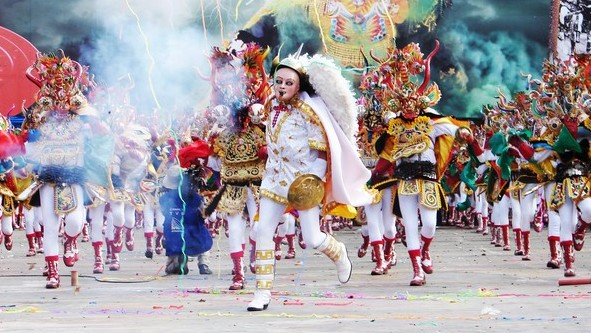
Carnaval de Oruro en honor a la Virgen del Socavón

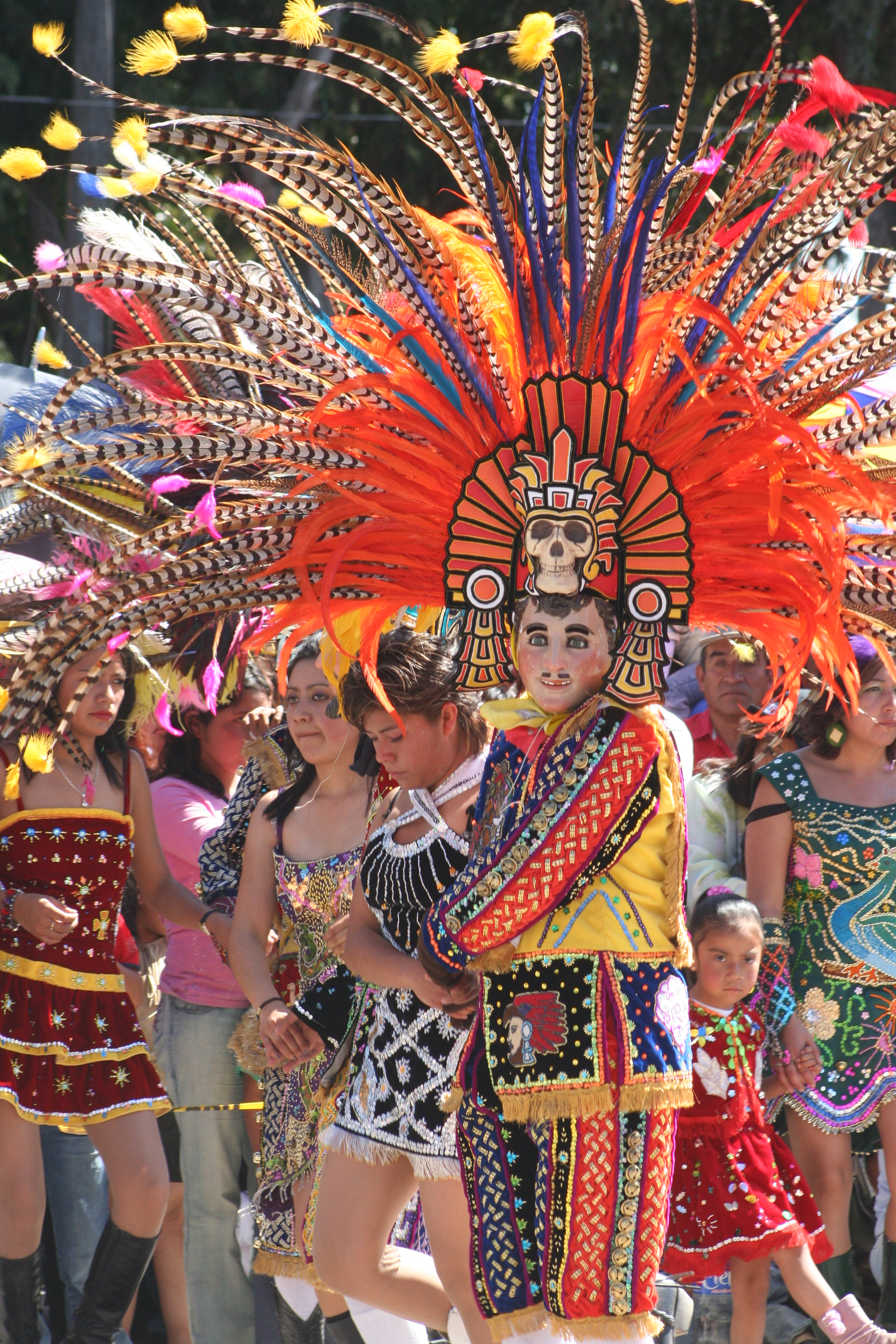
Huehues de Yauhquemehcan Carnaval de Tlaxcala

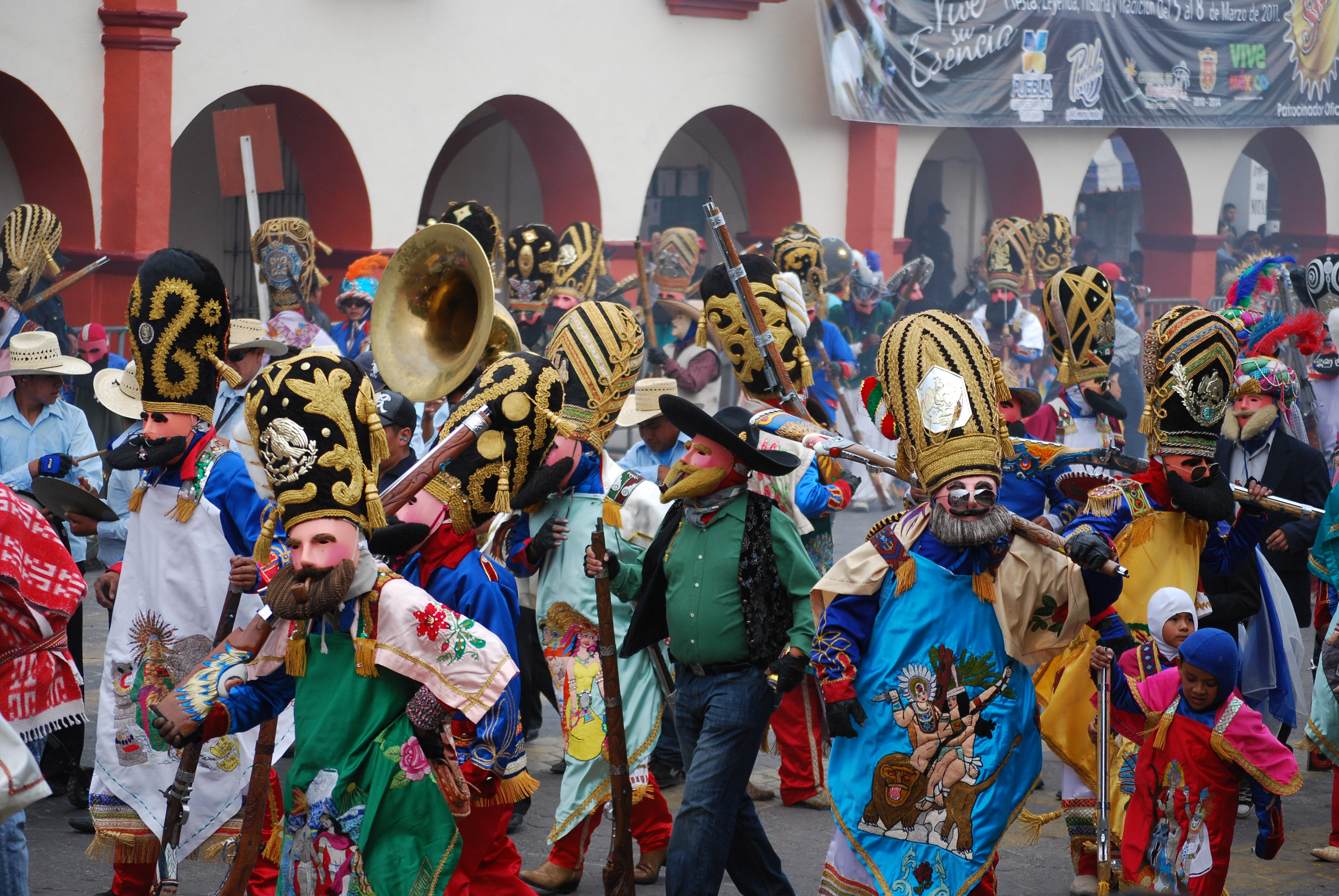
Desfile inicial del Carnaval de Huejotzingo

Los etnólogos encuentran en el carnaval elementos supervivientes de antiguas fiestas y culturas, como la fiesta de invierno (Saturnalia), las celebraciones dionisíacas griegas y romanas (Bacanales), las fiestas andinas prehispánicas y las culturas afroamericanas.
Por extensión se llaman carnaval algunas fiestas similares en cualquier época del año.

## Etimología

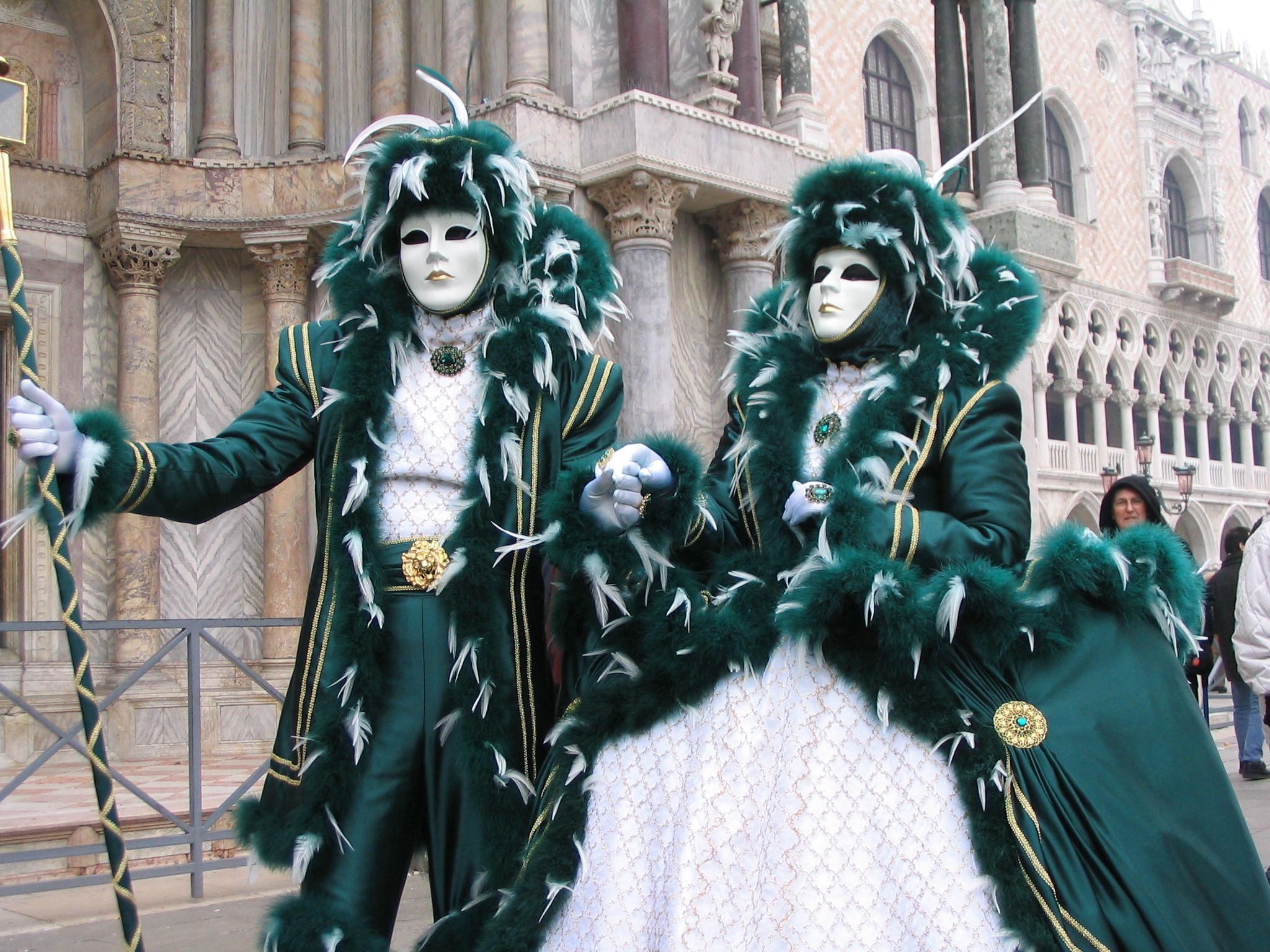
El carnaval es una fiesta de origen pagano recuperada en la Italia de la Edad Media. En la foto, el clásico Carnaval de Venecia.

A comienzos de la Edad Media la Iglesia católica[cita requerida] propuso una etimología de carnaval: del latín vulgar carnem-levare, que significa 'abandonar la carne' (lo cual justamente era la prescripción obligatoria para todo el pueblo durante todos los viernes de la Cuaresma).
Posteriormente surgió otra etimología que es la que actualmente se maneja en el ámbito popular: la palabra latina carne-vale, que significa 'adiós a la carne'.
Sin embargo, fue el historiador y erudito del siglo XIX Jacob Burckhardt quien propuso la idea de que el vocablo «carnaval» deriva de la expresión carrus navalis, usada para designar una procesión de máscaras que culminaba con la botadura de una nave de madera decorada con ofrendas florales en honor a la diosa Isis; se realizaba, todos los años, a primeros de marzo como símbolo y apertura de la temporada de navegación. Esta celebración romana, quizás procedente de Egipto, formaba parte de las festividades de la Navigium Isidis (Nave de Isis) y habría quedado como resto de la Antigüedad en el carnaval moderno a pesar de las persecuciones cristianas sobre los paganos del siglo IV. Esta teoría es sustentada hoy en día por numerosos estudiosos e investigadores.
A fines del siglo XX varios autores esbozaron otras teorías acerca del origen pagano del nombre. Carna es la diosa Celta de las habas y el tocino. También estaría conectada con fiestas indoeuropeas, dedicadas al dios Karna (que en el Mahabhárata aparece como un ser humano, hermano mayor de los Pándavas, hijo del dios del Sol y la reina Kuntí) o con la deidad hindú Kāmadeva que es el dios del amor, su nombre kāma significa ‘deseo sexual’ (según algunos monjes hindúes: ‘lujuria’, más peyorativo) y deva: ‘dios’. De acuerdo con el Śiva Purāna (género de literatura escrita india diferente de la literatura oral de los Vedas, más antiguos), Kāmadeva es hijo (o mejor dicho creación) del dios Brahmā (creador del universo), el conocido libro Kāma Sūtra (‘aforismos de Kāma’ o ‘máximas sobre el amor’) de Vatsiaiana, está inspirado en este dios hindú; quizás traído a Europa por pueblos gitanos ya que el origen de estos proviene de la India.
Actualmente el carnaval se ha convertido en una fiesta popular de carácter lúdico. El término «Carnaval» se aplica también a otros tipos de festividades que no están situadas en el tiempo de las carnestolentas (tiempo previo a la Cuaresma), pero que comparten elementos similares, tales como los desfiles de las carrozas

## El carnaval en el mundo
Según el libro Guinness de los récords, la celebración del carnaval más grande del mundo es la de Río de Janeiro; y la mayor agrupación carnavalesca (comparsa), Galo da Madrugada de la ciudad de Recife, sitio de otro carnaval muy importante. Otros carnavales internacionalmente famosos son los de Gualeguaychú, Santa Cruz de Tenerife, Las Palmas de Gran Canaria, Cádiz, Carnaval de Isla Cristina (Huelva), Badajoz (Extremadura)Águilas (Murcia) en España, Ciudad de Panamá y Ciudad de Las Tablas en Panamá, Callao en Venezuela, Colonia en Alemania, Oruro en Bolivia, Venecia en Italia, el Carnaval de Negros y Blancos de Pasto, el Carnaval del diablo de Riosucio y el de Barranquilla en Colombia; en México los carnavales de Veracruz, el carnaval de San Francisco de Campeche igual es muy importante, Mazatlán, Guamúchil, Mocorito, Jalostotitlan uno de los mejores por la zona alteña, Angostura y los de Huejotzingo y Tenosique. Los más largos son el Carnaval de Montevideo, Uruguay, que se extiende por 41 días y los de Corrientes, Jujuy y en Entre Ríos, Argentina, ya que duran desde el primer fin de semana de enero hasta el primer fin de semana de marzo. Los carnavales de La Habana y Santiago de Cuba en Cuba han gozado de igual reputación internacional, comparándoseles con los de Río de Janeiro durante la época del intervencionismo y la anterior dictadura (1902-1959). En la República Dominicana la celebración del tradicional carnaval que precede a la Cuaresma se encuentra entremezclada con la conmemoración de la Independencia Nacional, llenando las calles de las provincias Santo Domingo, La Vega y santiago de los caballeros.

### Alemania

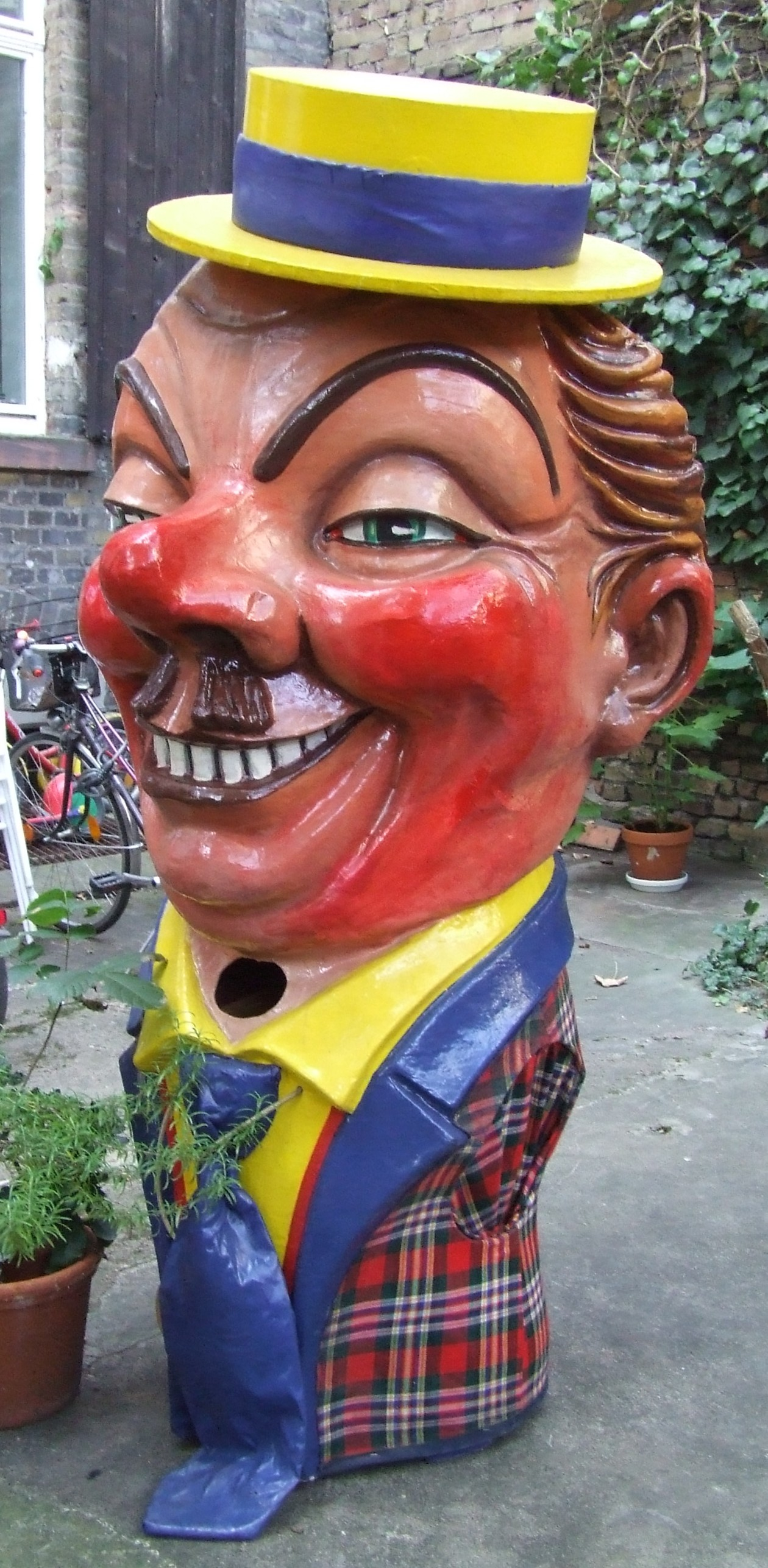
Las cabezas gigantes de Maguncia (Alemania)

En Alemania, el carnaval se refiere sobre todo a una forma generalizada de volksfest (fiesta popular) en la región de Renania, a saber, las demarcaciones de Colonia, Bonn, Aquisgrán y Düsseldorf. Aquí tienen importancia el bufón, el patriotismo local y la burla de los respectivos gobernantes desde principios del siglo XIX. Al norte de la línea Bonn-Erfurt hay casi exclusivamente clubes de carnaval en Alemania, pero en Sajonia y Brandeburgo el evento también se llama Fasching. Los desfiles de carnaval más famosos de Alemania tienen lugar en Colonia, Düsseldorf y Maguncia el Lunes de Rosas.
El término carnaval aparece por primera vez en Alemania a finales del siglo XVII, y en Renania por primera vez en 1728. En los registros de la ciudad de Colonia, ‘carnaval’ aparece por primera vez hacia 1780.

### Argentina

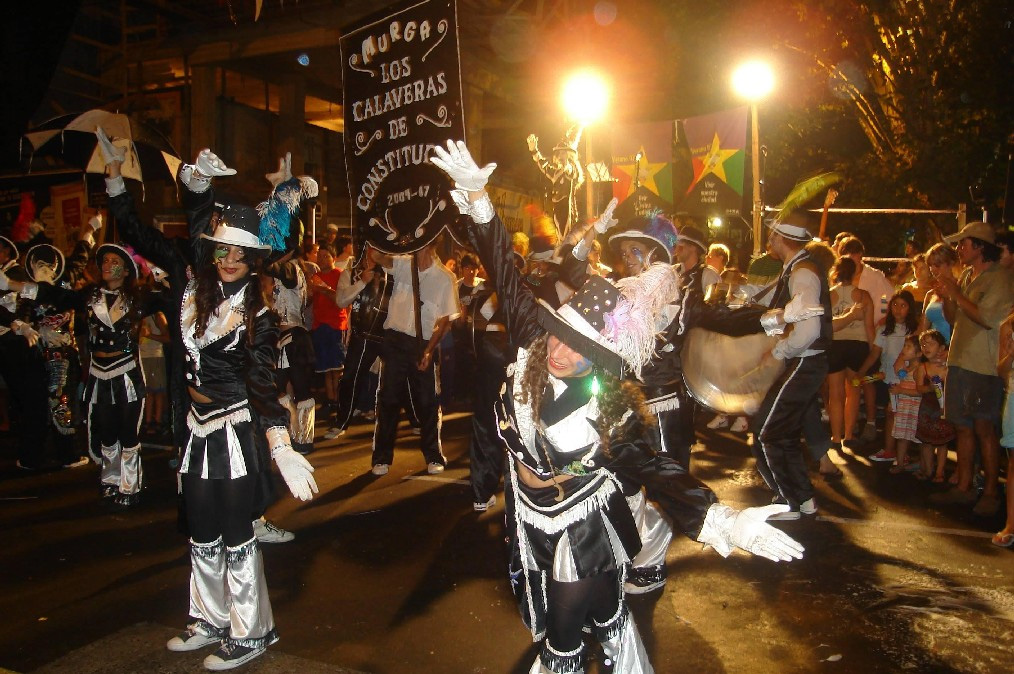
Murga de carnaval en Buenos Aires

En la Argentina la celebración del carnaval tiene una gran importancia y se realiza de maneras diversas de acuerdo a la región geográfica cultural.
En la región noroeste andina, las celebraciones de carnaval señalan la subsistencia de antiguas tradiciones indígenas pertenecientes a la civilización andina prehispánica. Los hitos más importantes dentro de las ceremonias de carnaval son el desentierro y el entierro del diablo de carnaval. El carnavalito, es un estilo folclórico centenario, desarrollado precisamente para las celebraciones.
En la región mesopotámica, limítrofe con Brasil y Uruguay, existen importantes celebraciones en un estilo similar al carnaval brasileño, aunque con elementos de la cultura rioplatense como el candombe.

#### Carnaval en el Litoral (Corrientes y Entre Ríos)

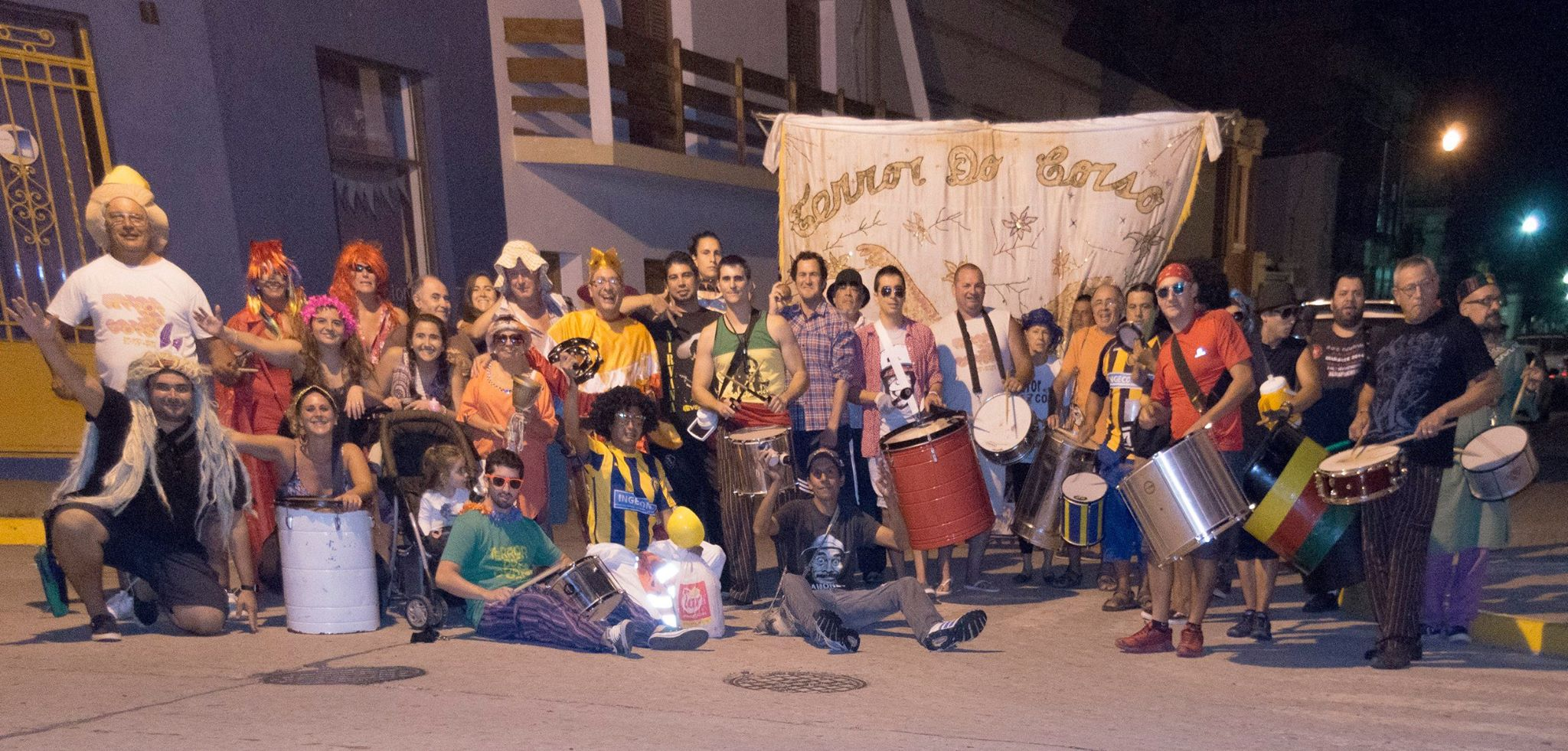
"El Plantel Estable de Terror do Corso", en lugar de ir al corsódromo, sale a las 22 h. a dar vueltas por las calles de Victoria.

Los carnavales que tienen su centro en la ciudad de Corrientes, en la provincia del mismo nombre, ofrecen desfiles de carrozas y comparsas con vestuarios muy lujosos ostentando el título de la ciudad "Capital Nacional del Carnaval". La ciudad de Paso de los Libres, es conocida por algunos como la "Cuna del Carnaval Argentino". Su carnaval también es conocido como el "Carnaval de Frontera y de la Integración" ya que la ciudad limita con la ciudad brasilera de Uruguayana. Paso de los Libres tiene un sambódromo propio para sus desfiles, y cerca del mismo, esta el Museo del Carnaval (Primer Museo del Carnaval en el Noreste argentino).
Otro carnaval es el Carnaval de Gualeguaychú en la provincia de Entre Ríos que se ha declarado como el carnaval más grande del país. También es importante destacar la importancia del Carnaval de Gualeguay, que en los años ochenta inundaba las angostas calles de la antigua ciudad colonial con el esplendor del mayor carnaval argentino en dichos años. Luego del bum del vecino Gualeguaychú, sufrió un estancamiento que se ha ido revirtiendo en los últimos años poseyendo en la actualidad un corsódromo con capacidad para 17 000 espectadores.
Con música, color y alegría, caracterizado por su destreza en el baile y la belleza de sus bailarinas, el Carnaval de Concordia se vive a pleno. Con una capacidad que supera los 15.000 lugares, el corsódromo es el escenario donde cada una de las comparsas dejarán todo para llevarse el premio máximo. Ráfaga, Emperatriz, Imperio, y Bella Samba, con sus trajes de lentejuelas, sus carrozas, sus plumas, sus movimientos y esa extraña seducción que tienta a disfrutar el momento sin prejuicios, son las que se adueñan cada noche de la pasarela colmando de brillo el aspecto tranquilo de una de las más grandes urbes entrerrianas, representando interesantes temas alegóricos, contagiando ritmo y diversión, y desbordando emoción en todos los sentidos.
También en Entre Ríos, las noches de carnaval de la ciudad de Victoria cobran un singular colorido gracias a la multitud que forma la comparsa Terror do Corso, que en 1967 comenzó como una comparsa musical de solo catorce integrantes, y fue sumando seguidores hasta que hoy en día reúne a más de diez mil almas que disfrazadas de cualquier cosa, van tocando el ritmo que denominaron "el sonido inconfundible". A diferencia de las demás expresiones del carnaval de Victoria, Terror do Corso en su afán de dejar en claro que el carnaval es una celebración popular y que por tanto debe ser libre y gratuita, en lugar de iniciar el recorrido en el circuito o corsódromo, sale a las diez de la noche a dar vueltas por las calles de la ciudad sumando gente para llegar al corsódromo cuando el corso oficial, algunas veces, ya ha culminado.

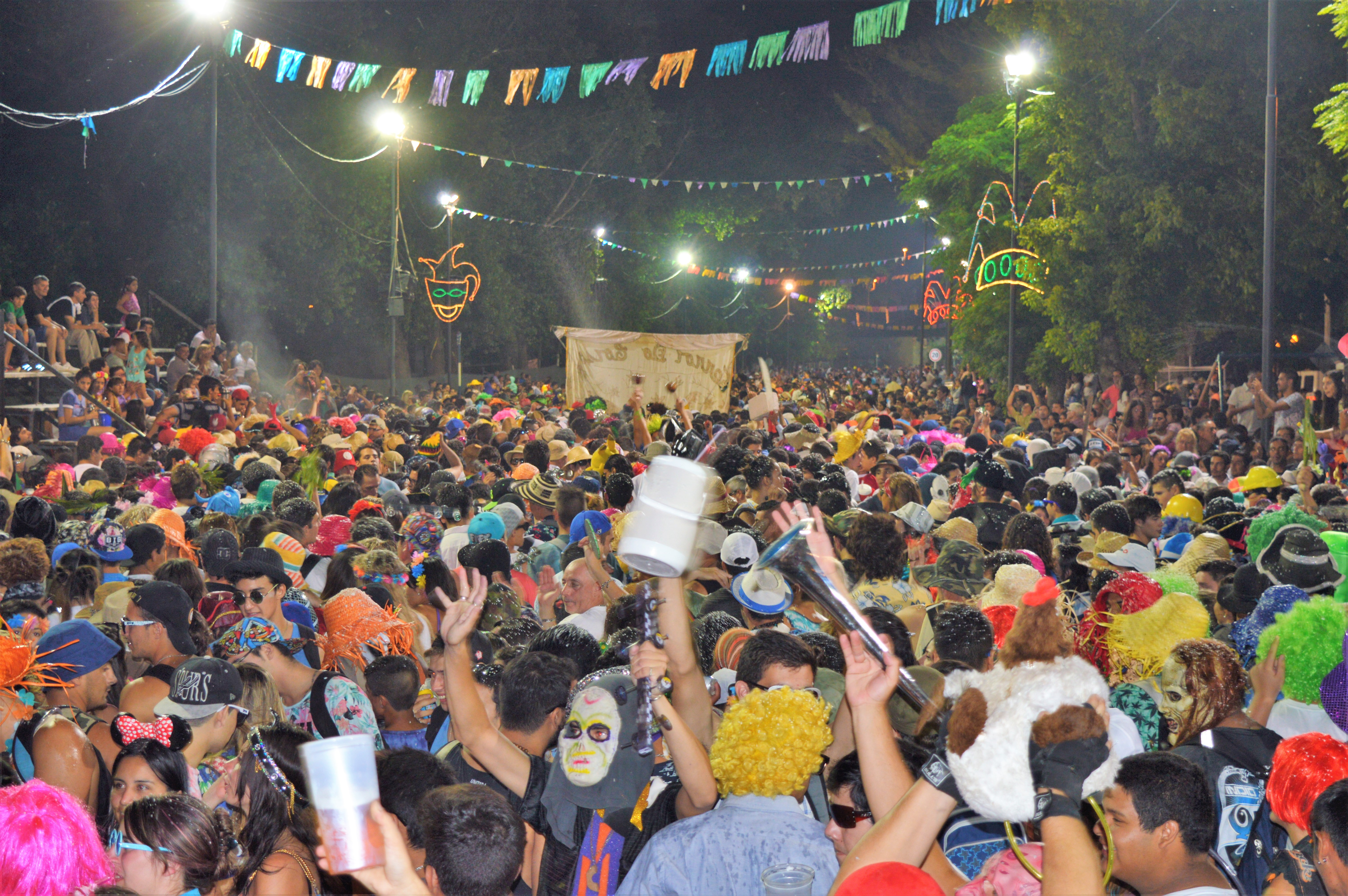
La multitud popular hace que Terror do Corso sea muy colorido

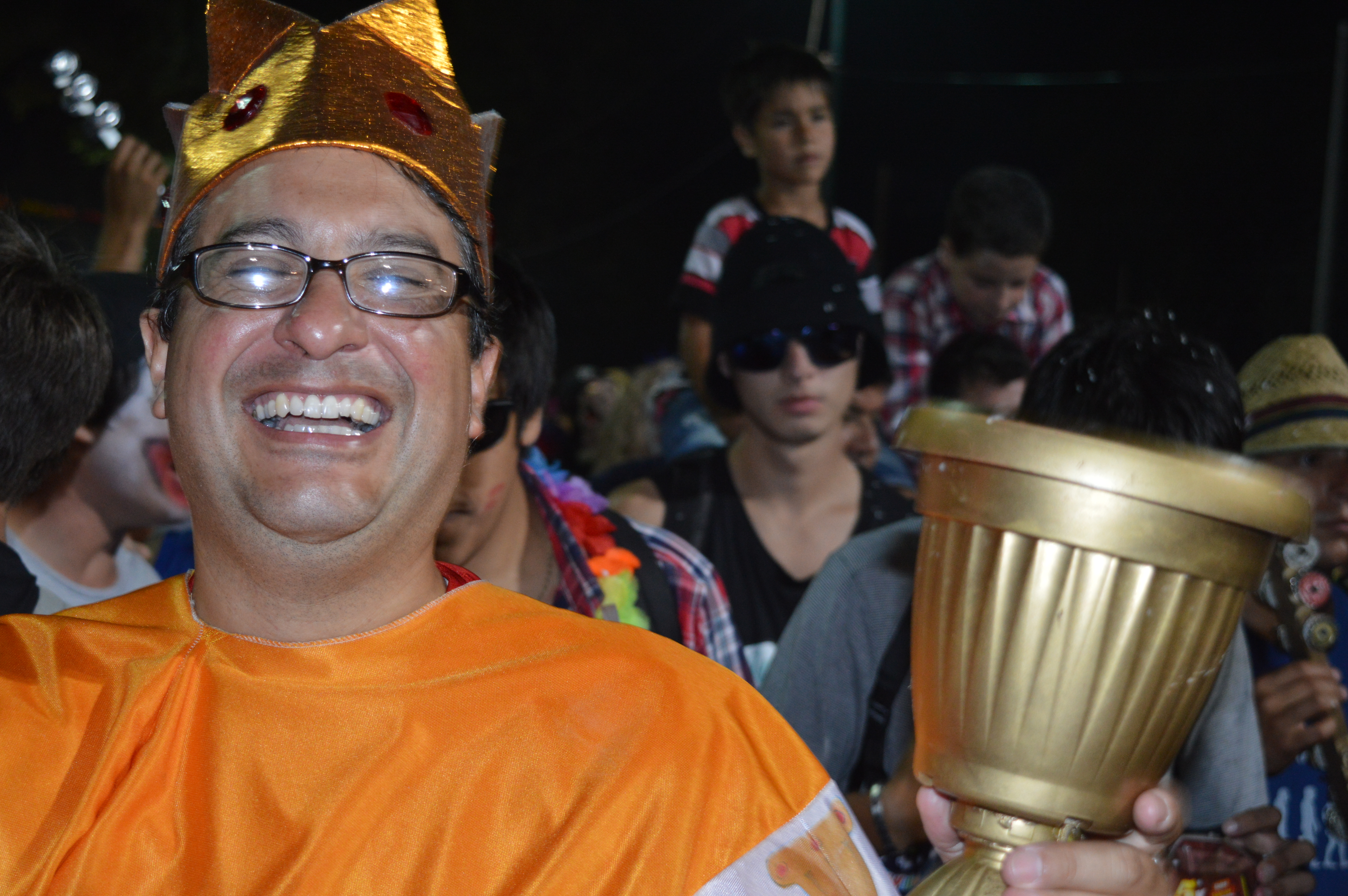
En Terror do Corso la gente se disfraza de lo que quiere sin tener que respetar una temática, porque simplemente quiere mostrar su alegría.

#### Carnavales de Monte Caseros
Los carnavales de Monte Caseros, en Corrientes, Argentina, son conocidos como Capital del Carnaval Artesanal y en la región se ubica como unos de los mejores carnavales de la zona. Se lo hace todos los años en el corsodromo PASO DE LOS HIGOS, puede albergar a 25 000 personas, cuenta con ocho Comparsas, de las cuales cinco son mayores y tres de Menores. Las Comparsas Mayores tienen entre 150 y 200 integrantes cada una, y con una gran cantidad de carrozas.

#### Carnaval en otras regiones argentinas

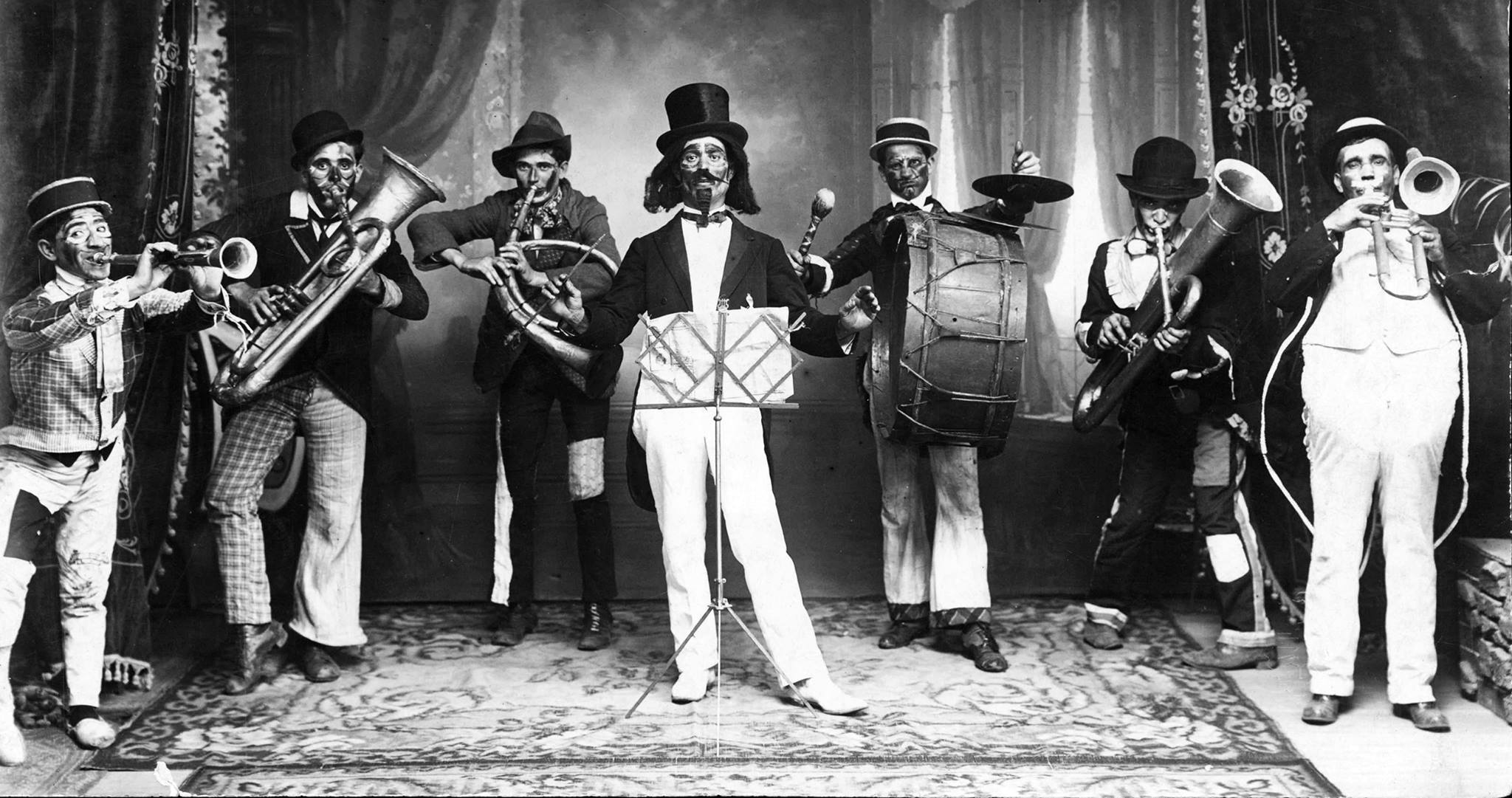
Murga de carnaval en la ciudad bonaerense de Junín, 1916.

En la Provincia de Buenos Aires, es famoso el carnaval de Lincoln. Uno de los carrnavales más importantes de la provincia y cercano a los balnearios de la Costa Atlántica es el carnaval de Maipú. También la zona costera de Magdalena/ Punta Indio/ Atalaya organiza eventos para el llamado "Carnaval del Sur", de tinte modesto pero muy convocante en la zona.
En la ciudad de Buenos Aires, se festeja al ritmo del bombo y el platillo, de las murgas porteñas. La mayoría de los barrios tienen su corso con sus murgas.
En la ciudad de Rosario, también se festeja al ritmo del bombo y el platillo, con las murgas rosarinas a pleno, haciéndolo en un espacio a tal efecto y además en distintos barrios recorriendo así la ciudad.
En la Provincia de La Rioja (Argentina) La Chaya Riojana es una fiesta ancestral y popular muy ligada al Carnaval, que reconoce como principal protagonista al Pujllay, un muñeco de trapo de tamaño natural con cabeza canosa en torno al cual se desarrolla la celebración. Este dios del carnaval nace el sábado anterior al festejo y su entierro tiene lugar el Domingo de Cenizas.
Actualmente la Chaya se festeja en todos los barrios regada de buen vino y con el aire perfumado de albahaca, realizándose los tradicionales “Topamientos” entre familias, presididos por el “Compadre” y la “Cuma”.
La convocatoria multitudinaria es el festival folklórico que se realiza por las noches en el estadio del centro, con la particularidad de que unos pocos escuchan sentados a los artistas, mientras los demás disfrutan jugando con harina y bailando al ritmo pegadizo de chayas, chacareras, zambas y demás ritmos folclóricos.

### Bélgica

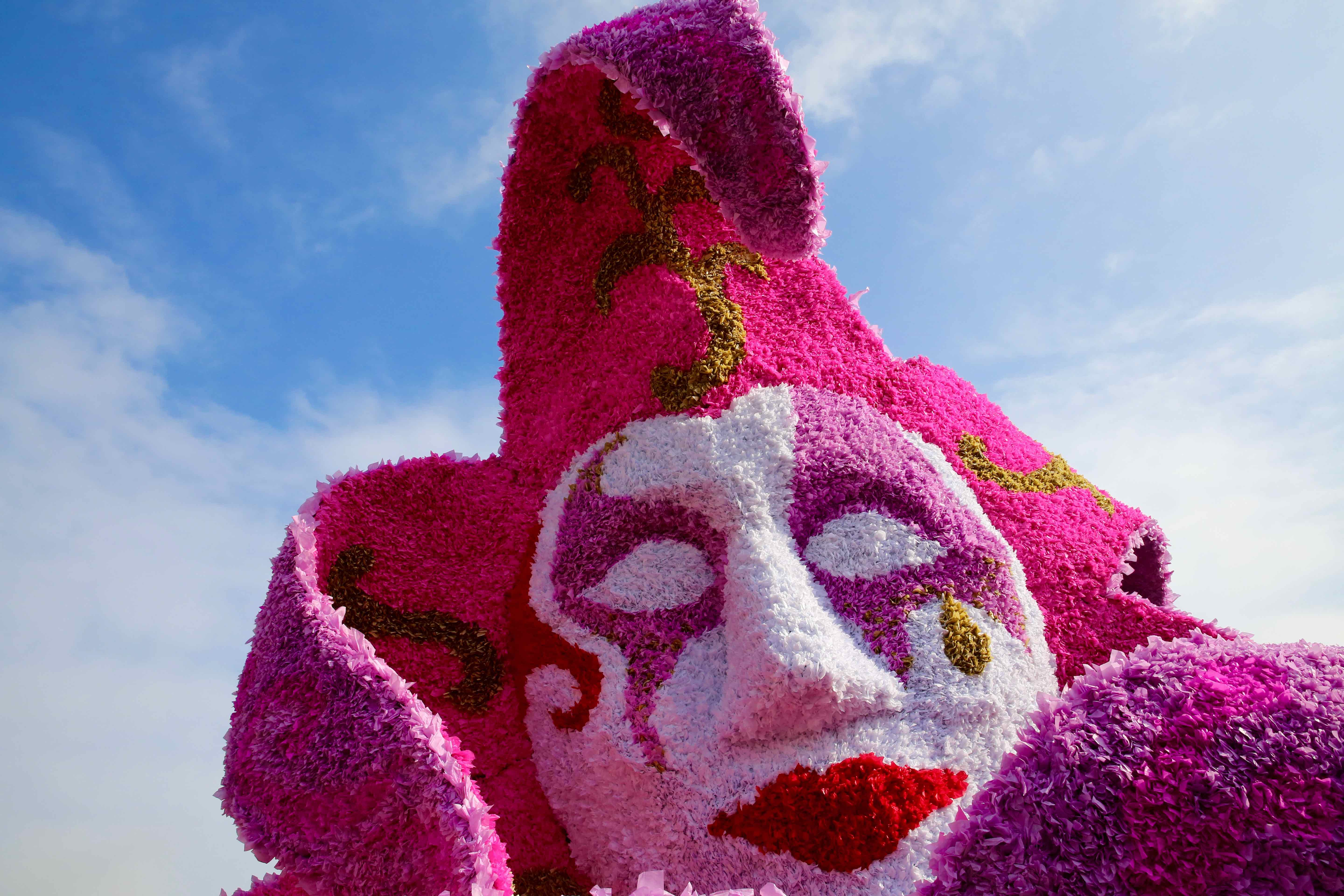
Carnaval a Maaseik 2016

En varias regiones de Bélgica se celebran los carnavales durante el mes de febrero; destacan los carnavales de las regiones de Binche, Aalst, Heist y Malmedy.
Uno de los carnavales más antiguos de Bélgica se celebra en la ciudad de Binche, esta celebración data desde el siglo XVI y se celebra tres días antes de la Cuaresma. La celebración tiene matices multicolores el martes de carnaval, en el cual salen a las calles unos personajes denominados "gilles" ataviados de trajes tradicionales y lanzando naranjas rojas a la multitud. La celebración del carnaval de Binche fue proclamada en el 2003 "Obra maestra del patrimonio oral e intangible de la Humanidad" por la UNESCO, posteriormente el 2008 pasó a formar parte de la "Lista representativa del patrimonio inmaterial de la Humanidad".
Asimismo, UNESCO también proclamó al carnaval de Aalst como parte de la "Lista representativa del patrimonio inmaterial de la Humanidad" en el 2010. Aalst es una ciudad del norte de Bélgica, situada en la región de Flandes Oriental.
El Carnaval de Aalst tiene una duración de tres días, desde el domingo anterior a la Cuaresma. Algunas tradiciones del Carnaval de Aalst son:
La proclamación del «Príncipe del Carnaval» como alcalde simbólico de Aalst.
Las procesiones de gigantes.
Baile de cepillos, entre otros.
Durante las «procesiones de gigantes» también destaca la representación de «Bayard» (el caballo legendario de Carlomagno).
El último día del Carnaval de Aalst, la esfigie del carnaval es quemada.

### Bolivia
El carnaval en Bolivia se vive y se celebra a lo largo de varios días, en cada pueblo y ciudad se organiza un desfile de grupos que bailan diferentes danzas populares y folclóricos, llamada "entrada del carnaval", también participan individualmente personas disfrazadas representando a algún personaje. Además de la entrada, se realizan otros ritos durante los días del carnaval, como la ch'alla, una libación y ofrenda a la Pachamama (Madre tierra) en señal de agradecimiento por todos los favores recibidos, como los productos agrícolas.
Uno de los mayores carnavales de Bolivia es el Carnaval de Oruro, una celebración religiosa y un proceso cultural de interculturalidad e intangibilidad que rebasa los 2000 años de antigüedad que por medio de la creatividad, la continuidad y la ritualidad llegó a constituirse en un modelo de “Obra Maestra del Patrimonio Oral e Intangible de la Humanidad” (UNESCO) capaz de generar manifestaciones culturales parecidas en otros espacios geográficos. La fiesta de Ito fue transformada en ritual cristiano, la Virgen Candelaria (Virgen del Socavón) celebrada el 2 de febrero, y la tradicional “lama lama” o “Diablada”, se convirtió en el baile principal de Oruro, Bolivia.
Otro carnaval importantes en Bolivia es el de Santa Cruz de la Sierra, donde se destacan principalmente los concursos de diferentes grupos (murgas donde participan niños y adultos, agrupaciones musicales, comparsas y rondallas) además de verbenas y el Gran Corso. Es uno de los más grandes en Sudamérica con 4 kilómetros de distancia en el Cambodromo.
Se celebran actos de coronaciones de reinas (Reina Infantil, Reina del Carnaval y de Antaño) donde lucen las fantasías creadas por los diseñadores.
El carnaval de la ciudad de Tarija es otro de los carnavales más importantes de Bolivia. Esta fiesta comienza con un mes de anticipación, con recorridos de comparsas y banda por las calles.
Faltando dos semanas para el carnaval, el día jueves, hombres y mujeres transitan las calles de la ciudad con hermosas tortas adornadas con fruta de la temporada, dulces, flores, queso, etc; todo esto en una gran canasta con globos y serpentinas, se trata de la fiesta de "Comadres y Compadres". Quien recibe el presente se convierte en compadre o comadre y se compromete a acompañar en las buenas y en las malas a su nuevo pariente espiritual. Por las noches las mujeres salen a la plaza a bailar con sus tortas.
Una semana después de la celebración del carnaval, en la ciudad de Cochabamba, se realiza el Corso de Corsos, que conjuga la inventiva popular con el folclore nacional en una fiesta alegre y llena de juegos.

### Brasil
Los centros más importantes son las ciudades de Recife y Olinda en Pernambuco, Salvador de Bahía, São Paulo y Río de Janeiro, siendo este último considerado por el Libro Guinness de los Récords como el mayor carnaval del mundo, con más de 2 millones de asistentes. En el carnaval brasileño desempeñan un rol central las escolas de samba y los blocos, conjuntos muy elaborados de danza, música y canto, que desfilan por las calles (en Salvador) y en "sambódromos" (en São Paulo y Río De Janeiro). Las músicas del carnaval es el samba (en San Pablo y Río de Janeiro), el axé (en Salvador de Bahía) y el frevo (en Recife y Olinda). Grandes cantantes estuvieron presentes en sus blocos en Salvador, como Ivete Sangalo, Daniela Mercury, Olodum, Cláudia Leitte, Filhos de Gandhi, etc. Mucho Frevo en las ciudades hermanas de Recife y Olinda en Pernambuco. En Río de Janeiro y São Paulo son los más destacado las escuelas de samba, entre ellas están:
En Río: Mangueira, Portela, Salgueiro, Beija-Flor, Imperatriz , Imperio, etc.
En São Paulo: Vai-Vai, Nenê, Camisa, Rosas de Ouro, Mocidade Alegre, Peruche, Leandro de Itaquera, entre otras.

### Colombia

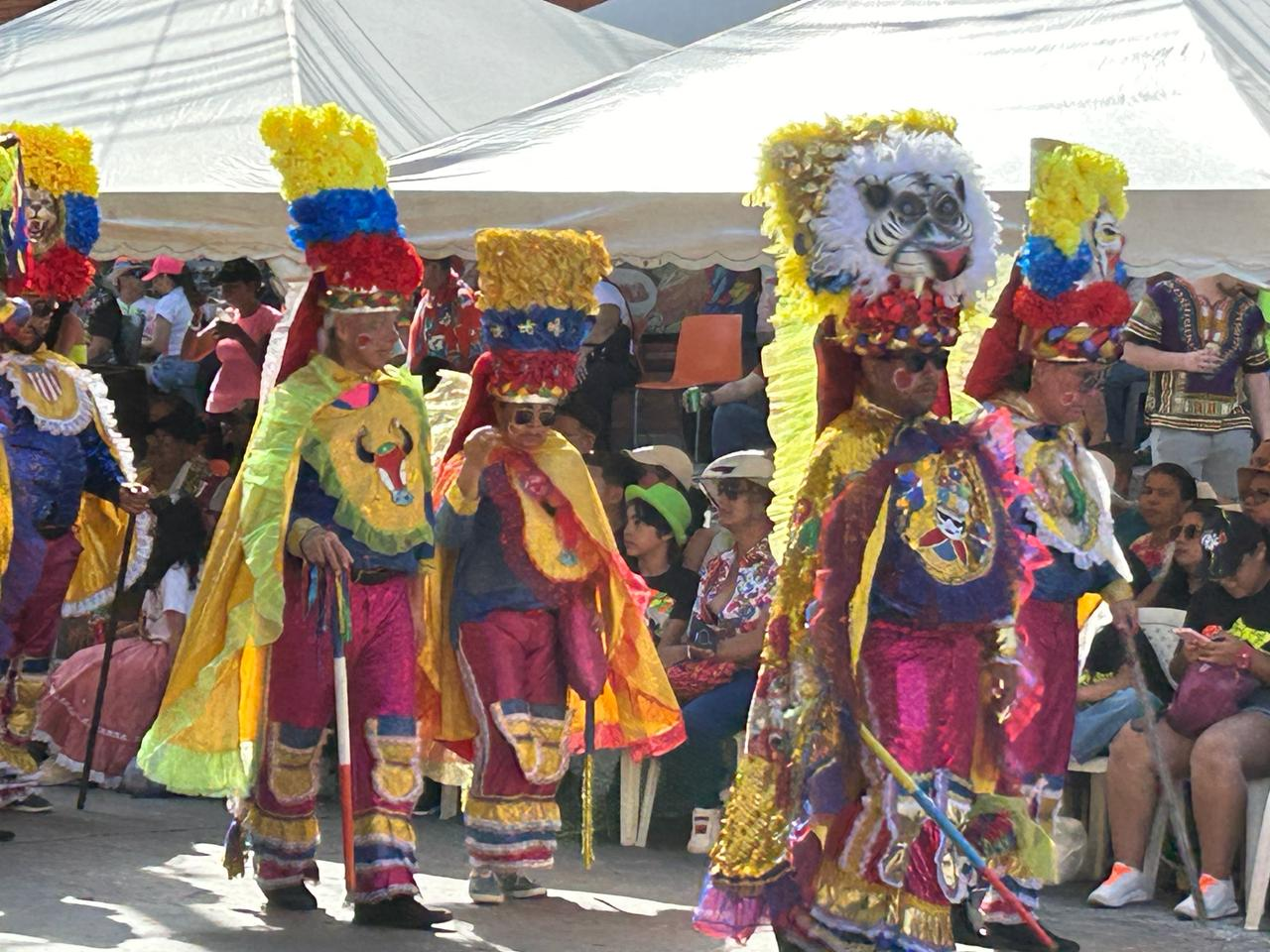
Danza de los congos del carnaval de Barranquilla. El fuerte componente folclórico de la Región Caribe de Colombia es la principal característica de esta festividad.

En Colombia se realizan varios carnavales, entre los que se destacan el carnaval de Barranquilla, declarado Patrimonio Oral e Inmaterial de la Humanidad por la Unesco en 2003 y Patrimonio Cultural de la Nación en 2001 por el Congreso de Colombia. La fiesta inicia con la Lectura del Bando, lo que da inicio a la temporada de «precarnavales», durante la cual se celebran diversas actividades como la Coronación de la Reina y la Guacherna, preparatorias para el carnaval, el cual se celebra los 4 días de previos al Miércoles de Ceniza. Los carnavales inician con un gran desfile de carrozas y disfraces conocido como la Batalla de Flores (además de otras actividades el sábado de carnaval tales como el Carnaval del Sur, el desfile por la calle 17 y luego por el bulevar del barrio Simón Bolívar y el carnaval de Antaño o Batalla de Flores de la carrera 44); el Domingo de Carnaval el acto central es la Gran Parada de Tradición (desfile de disfraces tradicionales); prosigue el lunes de Carnaval con la Gran Parada de Fantasía (desfile de disfraces de fantasía) y el Festival de Orquestas (competencia de grupos musicales por el Congo de Oro); el Carnaval finaliza el martes con un desfile por la calle 84 y luego con la muerte de Joselito (personaje que representa el fin del Carnaval) y el concurso de letanías. La festividad congrega tradiciones indígenas, africanas y europeas traídas desde el descubrimiento de América. Igualmente se dan cita los ritmos más representativos del Caribe Colombiano, como la cumbia, la puya, el mapalé, el garabato y el jalao. El carnaval también se celebra en diversas ciudades y poblaciones del Caribe colombiano como Ciénaga (Magdalena), Corozal (Sucre), El Carmen de Bolívar, Mompox, Riohacha o Santo Tomás (Atlántico).
También se celebra en Colombia el carnaval de Negros y Blancos, declarado patrimonio Oral e Inmaterial de la Humanidad por la Unesco en 2009 y Patrimonio Cultural de la Nación en 2001 por el Congreso de Colombia. Es una de las fiestas más antiguas de la región surcolombiana, cuya versión moderna se remonta alrededor de 1912; se celebra principalmente en Pasto, aunque también tiene su expresión en otras poblaciones del departamento de Nariño como Ipiales y Túquerres, entre el 2 y el 6 de enero. Aunque también cuenta con unos días de precarnaval que inicia desde el 28 de diciembre (día de inocentes), cuando la gente hace bromas a sus allegados y amigos, el 31 de diciembre (quema del Año Viejo), cuando los pastusos hacen un muñeco con ropas viejas y relleno de papel, antes de la media noche se lo pasea por la casa para que se lleve todas las cosas malas que sucedieron en ese año que termina, luego a las 24 en punto se lo quema agradeciéndole por todo lo bueno que nos dejó. Su identidad mezcla una serie de tradiciones locales como la Llegada de la Familia Castañeda (4 de enero), con sucesos históricos en la región que forjaron una fiesta que exalta la libertad del pueblo afroamericano celebrada el día de los Negritos (5 de enero) y una celebración del día de los Blancos gracias a un juego entre amigos con unas polvoreras de mujeres (6 de enero), que es cuando se presentan las monumentales carrozas, carrozas no motorizadas, comparsas, murgas, disfraces individuales, entre otras modalidades, en el Desfile Magno, donde algunos de sus motivos se inspiran en la identidad indígena de la región. Por eso se considera que esta fiesta resalta la libre convivencia de razas en América Latina, olvidando los estratos sociales.
En Quibdó, Chocó, en la región del Pacífico, se celebran las Fiestas de San Francisco de Asís. En diciembre de 2012, durante el séptimo Comité Intergubernamental para la Salvaguardia del Patrimonio Cultural Inmaterial, la Unesco incluyó a las Fiestas de San Francisco de Asís o de San Pacho en la Lista Representativa del Patrimonio Cultural Inmaterial de la Humanidad. Sin embargo, se trata propiamente de una fiesta patronal, en honor de San Francisco de Asís, celebrada en septiembre u octubre y no en época de carnavales.

### Chile

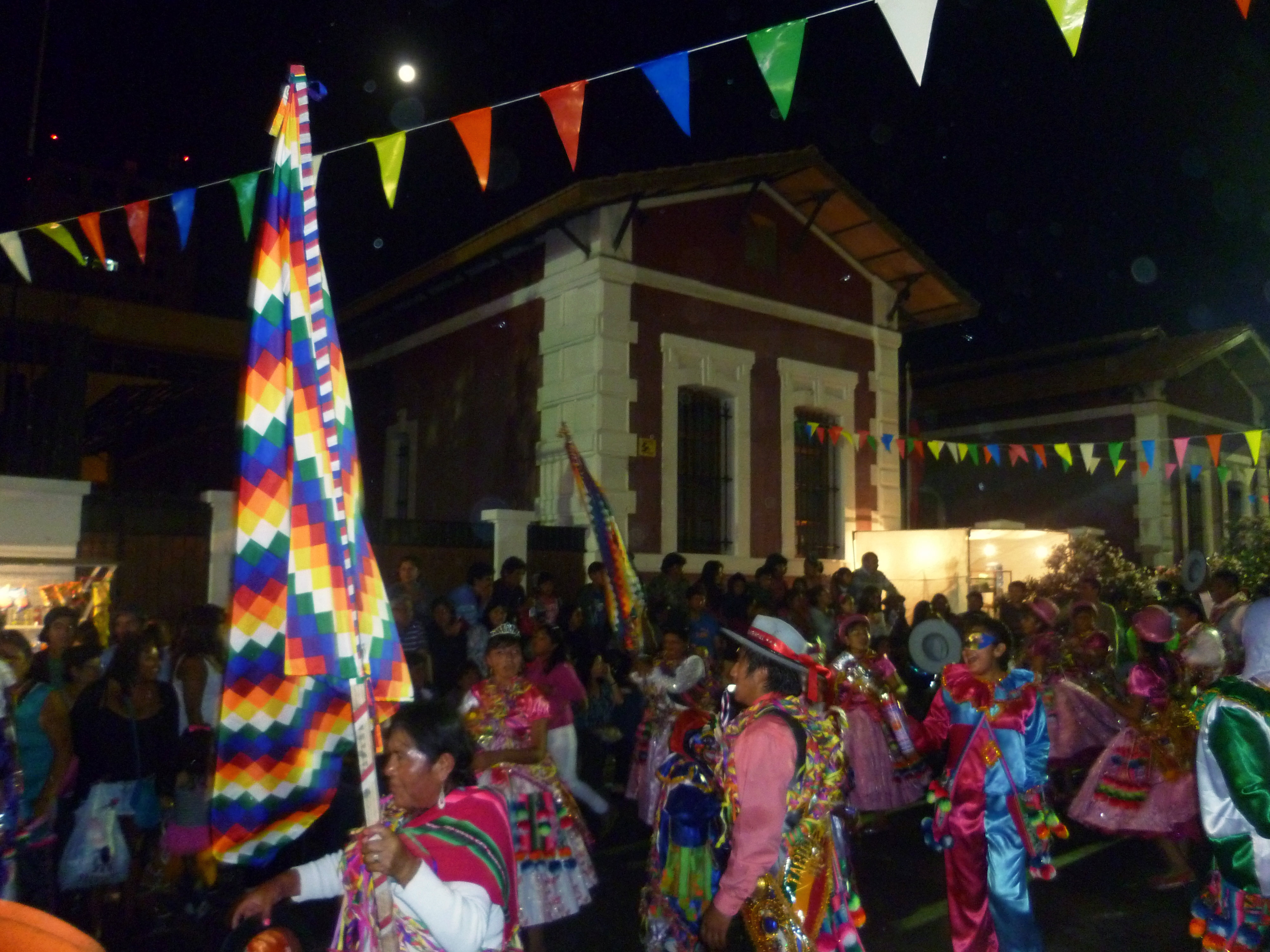
Carnaval con la Fuerza del Sol

En Chile en 1816, el último gobernador realista Casimiro Marcó del Pont prohibió los carnavales a través de la siguiente orden:

Teniendo acreditada por la experiencia, las fatales y frecuentes desgracias que resultan de los graves abusos que se ejecutan en las calles y plazas de esta Capital en los días de Carnestolendas principalmente por las gentes que se apandillan a sostener entre sí los risibles juegos y vulgaridades de arrojarse agua unas a otras; y debiendo tomar la más seria y eficaz providencia que estirpe de raíz tan fea, perniciosa y ridícula costumbre; POR TANTO ORDENO Y MANDO que ninguna persona estante, habitante o transeúnte de cualquier calidad, clase o condición que sea, pueda jugar los recordados juegos u otros, como máscaras, disfraces, corredurías a caballo, juntas o bailes, que provoquen reunión de gentes o causen bullicio...

En la actualidad se celebran varios carnavales, principalmente en las regiones de Arica y Parinacota, Tarapacá y Antofagasta, que por entonces no pertenecían al dominio del Gobernador de Chile, sino directamente al Virrey del Perú, por tanto, no fueron vigentes las prohibiciones. En la actualidad, los más importantes son el Carnavalón, el cual es una ceremonia acompañada de música, bailes y frutos de la zona (los cuales prometen abundancia) para desenterrar de modo figurativo a Ño Carnavalón (símbolo de la alegría, la fertilidad y la fortuna), y aunque su cuerpo es de trapo, no se le considera solo un muñeco, su figura protectora les acompaña los siete días de fiesta y posee una ubicación privilegiada en esta. Es celebrado en los pueblos del interior de Arica, tales como San Miguel de Azapa, Putre y Socoroma en el mes de febrero. Y el otro, el Carnaval con la Fuerza del Sol celebrado en la ciudad de Arica en la época estival.

### Cuba
Los carnavales tienen una rica historia en Cuba. Se conocen en el país desde antes de 1585 con diferentes nombres: antruejos, carnestolendas, mascaritas y finalmente carnavales. Llegan en verano con las vacaciones y el calor tropical. Son fiestas multitudinarias en las que es imposible ser simples espectadores.
Desde la época colonial, a los paseos de carnaval concurrían en la capital todas las clases sociales, en carruajes, a caballo y a pie, con máscaras o como simples espectadores y todos participaban de aquel festivo simulacro.
Así duraron aún después de la introducción de los automóviles permanentemente cerrados, con techos y vidrios laterales, aunque a los “paseos” dejaron de concurrir la gente pudiente, a lo cual contribuyó la creciente acritud en las luchas de las clases sociales y los temporales enconos de las rivalidades políticas, según escribió Don Fernando Ortiz.
Las carrozas que se exhibían en los carnavales de los tiempos de la colonia contaban con figuras alegóricas y bellas mujeres, como reedición de aquellos carrus nivalis, que salían en las procesiones de ritos primaverales de las antiguas Grecia y Roma.
El carnaval lleva su propia música retumbante y resonante, y la conga de origen africano es el género musical que caracteriza este festejo. Una música que no lleva altoparlantes, ni electrificación, que suena y truena, al decir de los griegos de la antigüedad. La conga lleva tambores, quintos, bombos, cencerros, hierros sonantes y metales. Cuando los participantes van diciendo: “¡Abre que voy, cuidado con los cayos!”, usted deja pasar el cortejo o se une en fila durante kilómetros y kilómetros.
Los elementos comunes a todas las fiestas suelen ser los desfiles de carrozas, las competencias coreográficas entre comparsas, la presentación simultánea de grandes orquestas de música popular, los bailes multitudinarios y el expendio de comidas y bebidas.
Para muchos, los más famosos de todos los carnavales de la Isla son los de La Habana y los de Santiago de Cuba. La fiesta de la capital del Caribe se distingue por su tono eminentemente espontáneo y popular.
Todas estas manifestaciones festivas, que fueron menospreciadas antaño, ayudaron a los esclavos y desfavorecidos de la vida a preservar su dignidad de hombres contra la servidumbre o la miseria. Por eso los hombres y los pueblos preservan y aman tanto sus festejos.

### Ecuador

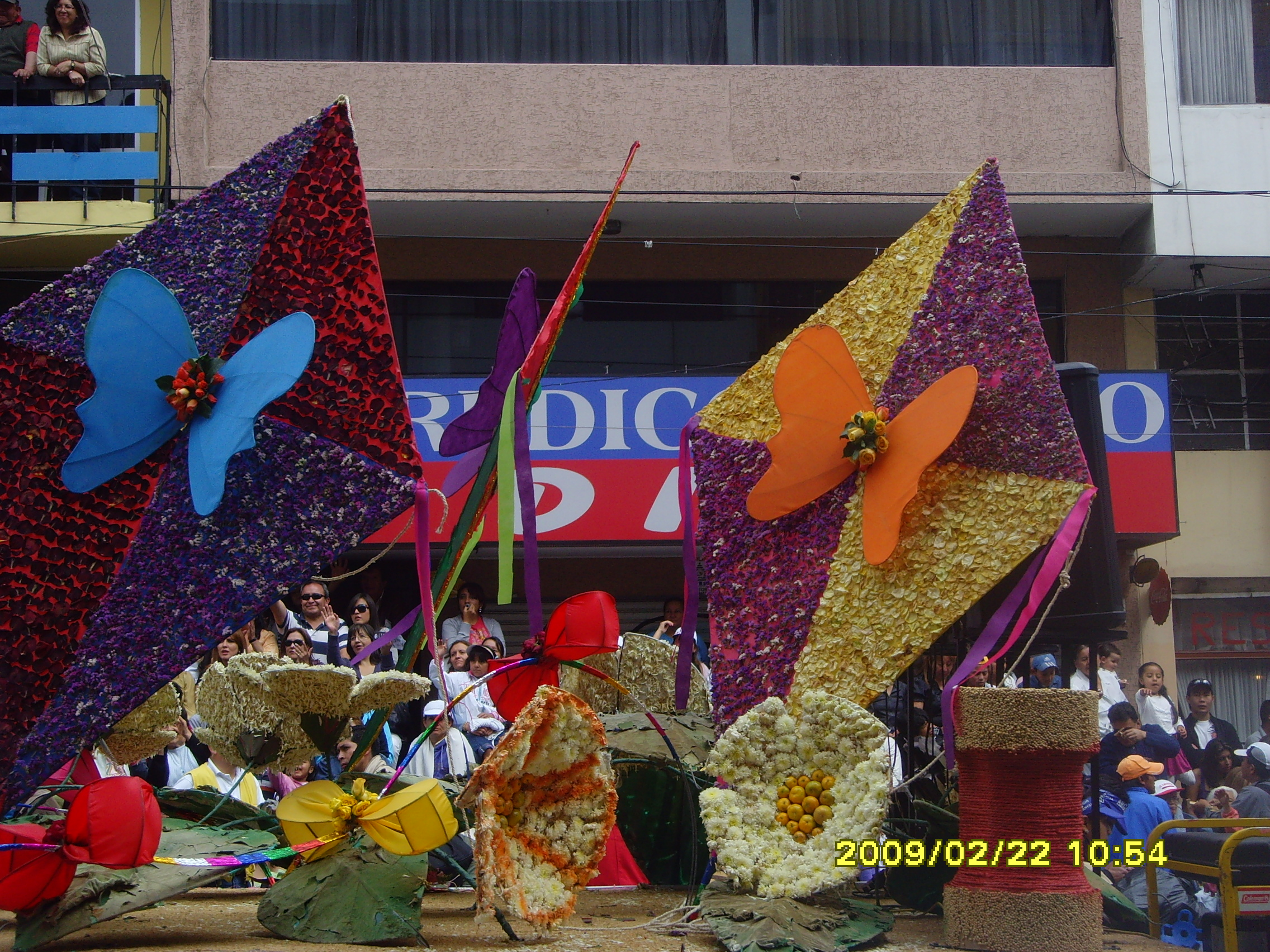
Foto del Carnaval en Ecuador.

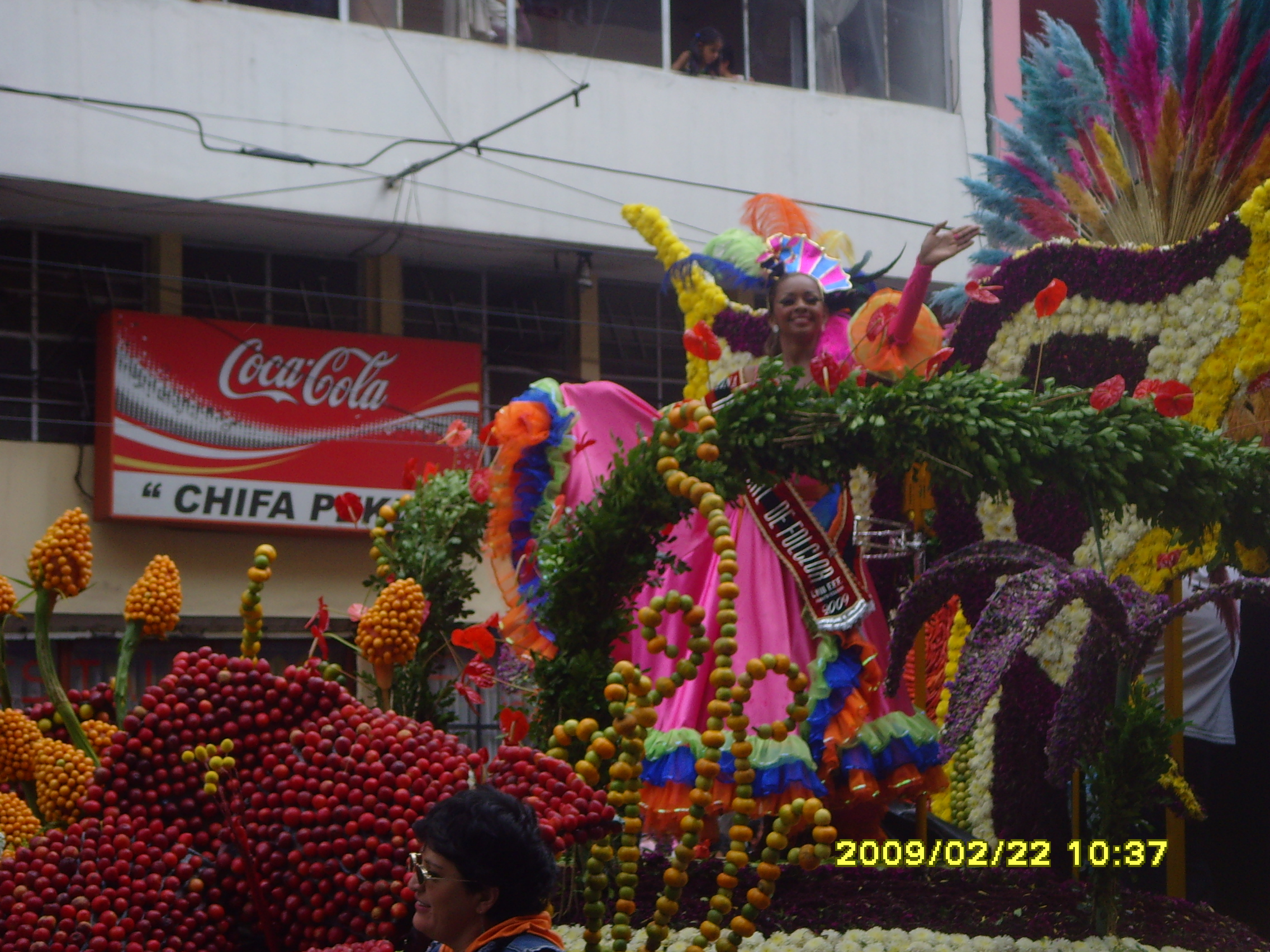
Foto del Carnaval en Ecuador

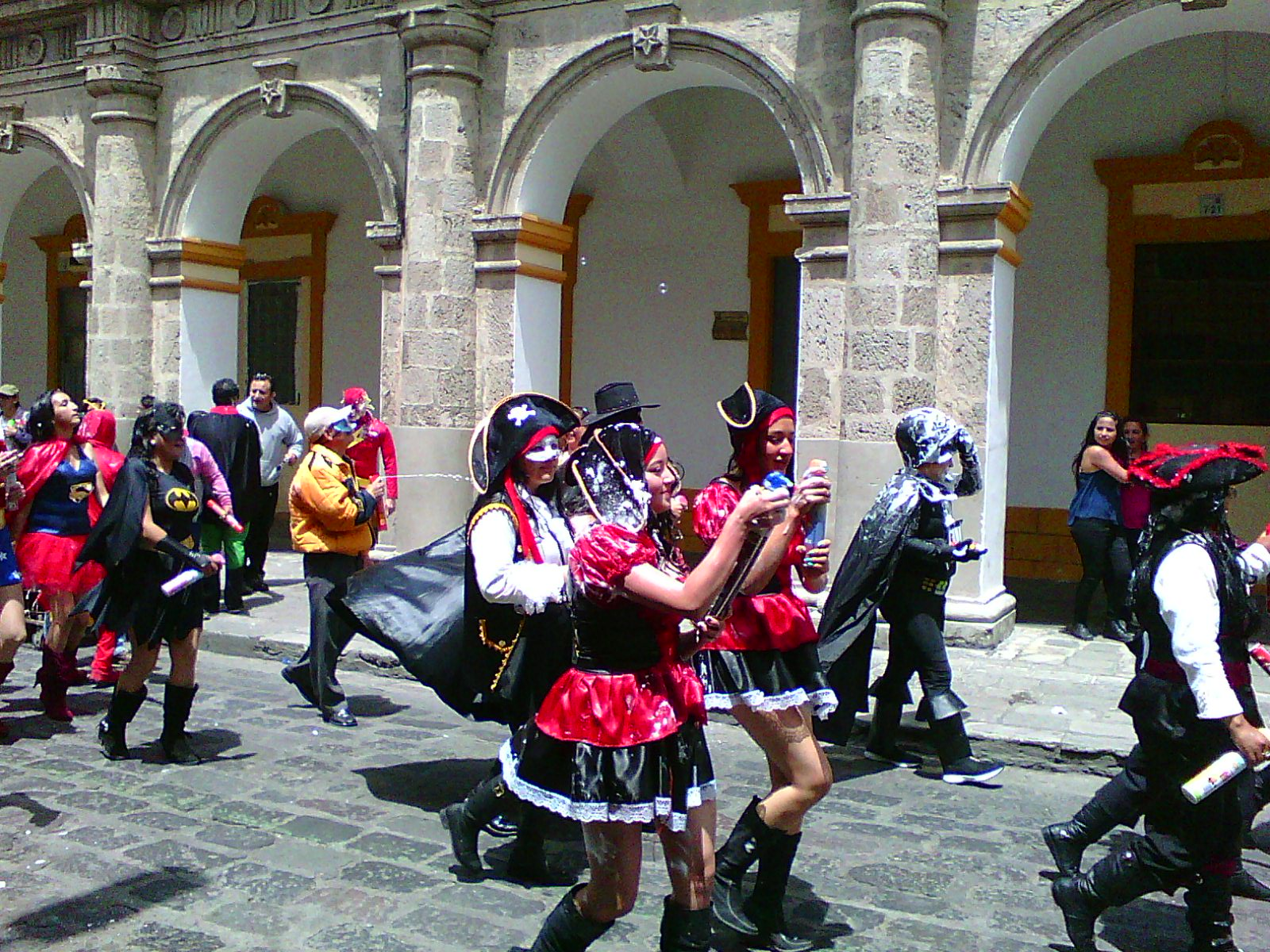
Desfile de Carnaval en calles de Latacunga en Ecuador

### España

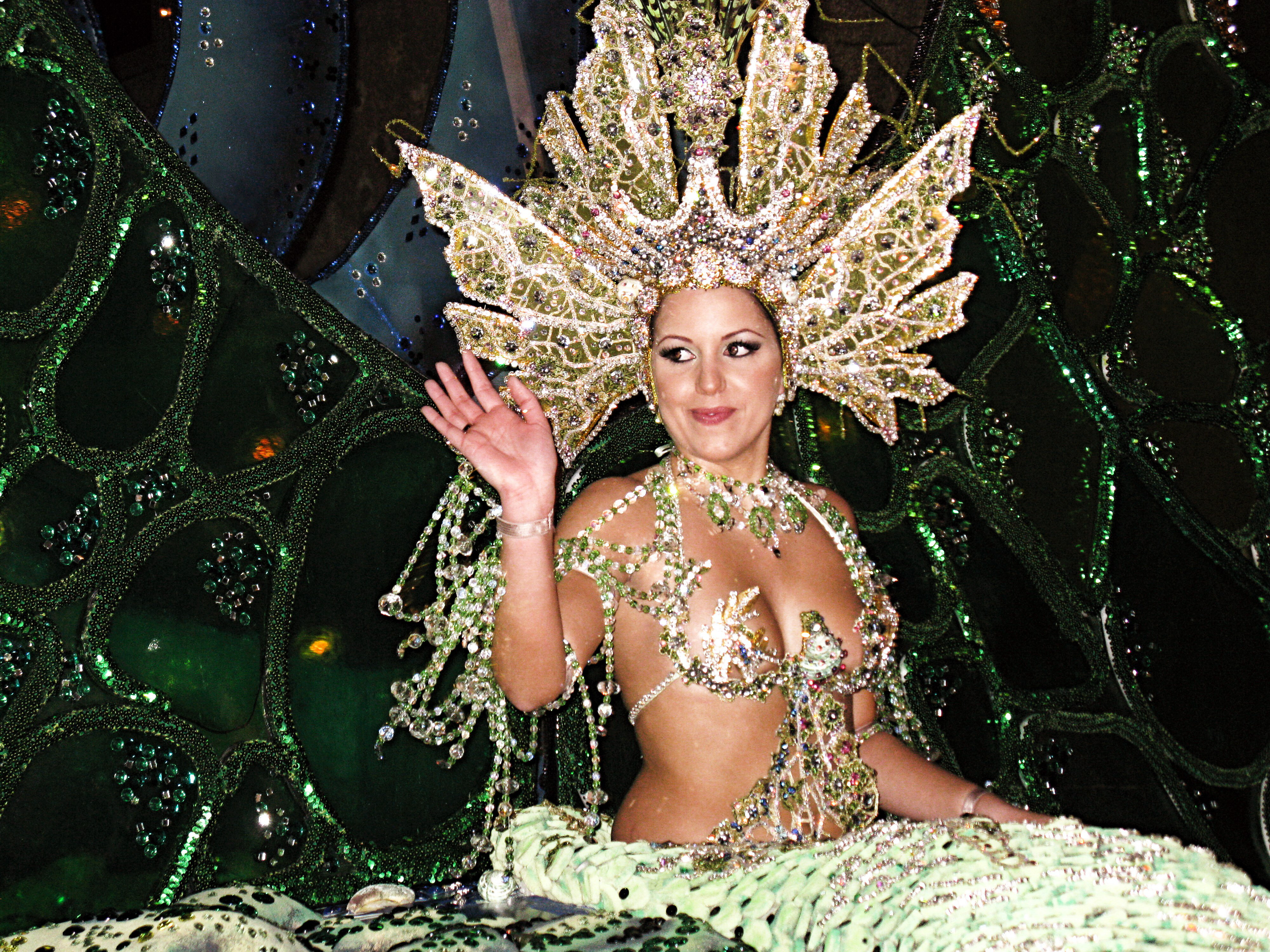
Reina del Carnaval de Carnaval de Santa Cruz de Tenerife de 2009.

El Carnaval en España es una antigua celebración festiva documentada desde la Edad Media y con una rica personalidad propia a partir del Renacimiento que ha quedado recogida en la literatura española y otras artes localizadas en los diferentes pueblos. Como en el resto de los carnavales mundiales supone una suma de diferentes fiestas paganas asociadas a las celebraciones cristianas, en este caso a la Cuaresma. Con una historia y planteamiento más recientes son conocidos con rango internacional los modelos tinerfeño y gaditano. En casi todos los modelos de fiesta carnavalesca española tiene especial tradición el Jueves Lardero.
Los carnavales de Las Palmas de Gran Canaria, Santa Cruz de Tenerife, Cádiz, Badajoz, Xinzo de Limia y el de Águilas tienen la categoría de Fiesta de Interés Turístico Internacional. Por otro lado, carnavales como los de Miguelturra , Herencia o Alcázar de San Juan tienen la categoría de Fiesta de Interés Turístico Nacional.

### El Salvador
En el último sábado del mes de noviembre se celebra en San Miguel, ciudad y departamento de la zona oriental de El Salvador, el carnaval más grande e importante de Centroamérica. Tiene carácter popular y gratuito, pues se celebra en las calles, donde desfilan carrozas y reinas de belleza. Muchas orquestas y grupos musicales salvadoreños y extranjeros tocan su música desde las 9pm hasta el amanecer. También  hay fiestas privadas pagadas, en clubes y centros sociales. En 2018 el Carnaval de San Miguel celebra su 60.ª edición. Es la culminación de las fiestas migueleñas, que duran casi el mes entero, pues los barrios, colonias, cantones y comunidades de migueleños en el exterior, durante el mes realizan fiestas locales llamadas "carnavalitos". La canción "Carnaval en San Miguel" es el himno de las fiestas, fue compuesta por el músico Paquito Palaviccini y se baila a ritmo de Xuc, de manera peculiar y tradicional en San Miguel.

### Estados Unidos

#### Nueva Orleans y Mobile
Mardi Gras es el nombre del carnaval que se celebra en Nueva Orleans, Luisiana y Mobile, Alabama (EE. UU.). Su nombre deriva del francés, que se traduce directamente al español como «martes graso» y se refiere al Martes de Carnaval, o sea, el día que precede al Miércoles de Ceniza.

### Francia
En Francia son famosos el Carnaval de Niza y el Carnaval de Dunkerque. 
El Carnaval de Niza consiste en la procesión de fantásticas carrozas alegóricas, cada año de distintas partes del mundo y culturas de épocas actuales o pasadas, como por ejemplo la época de los cowboys, de la conquista del espacio, etc.; se constituye en un fenómeno turístico. consta de diversas manifestaciones
El Carnaval de Dunkerque es un conjunto de festividades que tienen lugar en toda la comarca de Dunkerque desde finales de enero hasta principios de abril. Es por tanto el carnaval más largo del mundo. También es uno de los más antiguos: los orígenes del carnaval de Dunkerque se remontan a principios del siglo XVII. Los armadores ofrecieron a los pescadores, antes de partir a 6 meses de pesca de arenque en Islandia, una comida y una fiesta (la “Foye”), así como la mitad de su salario. De la Foye nacerá la “Visschersbende” (banda de pescadores, en flamenco). Originalmente tuvo lugar entre el Lunes de Carnaval y el Miércoles de Ceniza, marcando el comienzo de la Cuaresma, que se llama las 3 Alegrías (les Trois Joyeuses).

### Honduras
El Carnaval más importante que se celebra en Honduras es el Gran Carnaval Internacional de la Amistad celebrado en la ciudad de La Ceiba, al norte del país. Se lleva a cabo cada tercer sábado de mayo en honor a San Isidro Labrador, patrón de la ciudad. Se lo considera como uno de los importantes en Centroamérica; durante esa semana la población de la ciudad, que oscila entre los 250 y 300 mil habitantes, se duplica con la llegada de más de 400 mil extranjeros cada año que llegan principalmente del interior de Honduras, Estados Unidos, Japón, Taiwán, Canadá y el resto de Centroamérica.

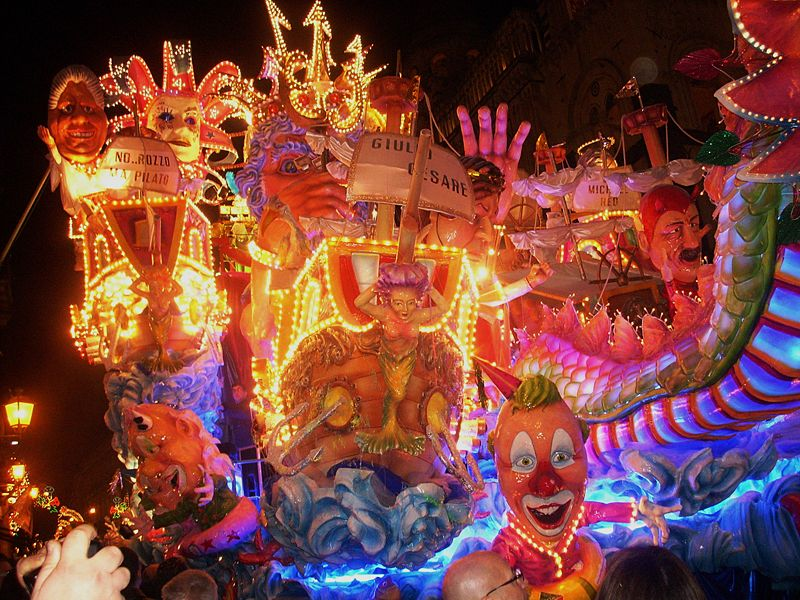
El carnaval de Acireale es el más antiguo de Sicilia

### México

#### Carnaval de Autlán de Navarro
El Carnaval de Autlán o también mencionado como el Carnaval taurino de Autlán de la Grana, fundado como una feria local en el año de 1830 como una serie de 10 novilladas o corridas taurinas con un toque musical y de alegría. El sr. Mardueño solicitó permiso y que durante más de 180 décadas ha resaltado en Nayarit, Jalisco, Colima y la unión americana por ser único en comparación con el resto de los carnavales de México.
Dicho carnaval arranca 11 días antes del miércoles de ceniza, en sábado con un magno desfile conocido como el Entierro del Mal Humor, con una duración de cerca de 3 horas, con más de 100 comparsas, cerca de 20 carros alegóricos, la reina del carnaval anterior, las candidatas de los gremios a la nueva corona, bandas de marcha, marcas comerciales y, un sinfín de atracciones. Al día siguiente arrancan las celebraciones o la fiesta, desde un festival cultural, conciertos gratuitos, corridas taurinas, un conocido Toro de Once, un callejón de la alegría con decenas de bebidas y comercios diversos, juegos mecánicos, farolas, bandas del regional mexicano, etc

#### Carnaval de Huejotzingo
El Carnaval de Huejotzingo es una festividad que se celebra en la ciudad de Huejotzingo (Puebla, México), como parte de las celebraciones que marcan el inicio de la Cuaresma en el calendario ritual católico.
El Carnaval de Huejotzingo, se celebra desde 1868. Este famoso Carnaval inicia el fin de semana anterior al miércoles de ceniza y culmina el martes. En él participan alrededor de doce mil personas que se disfrazan con máscaras, túnicas, gaznes, tocados de plumas, escudos y fusiles para transformar las calles del pueblo en un enorme escenario y representar en él, tres episodios que han marcado la historia de Huejotzingo.
Como una gran obra de teatro que en tres actos resume, expresa y presenta al espectador la historia, cultura e identidad de un pueblo, revividos y encarnados por sus propios habitantes. Uno de estos episodios, de gran importancia para el Estado y para todo el país, es la Batalla de Puebla de 1862, en la que los mexicanos derrotaron al ejército francés.
Para su representación, se forman diversos batallones que darán vida a ambos ejércitos. El ejército invasor se compone de zuavos, turcos y zapadores; mientras que el victorioso ejército mexicano está conformado por los indios serranos, zacapoaxtlas. Ambos bandos se enfrentarán en una dura batalla, disparando sus mosquetes cargados con pólvora, que entre la humareda y el estruendo que provocan, dan un gran realismo a la escena. Sin embargo, la historia ha dicho ya cómo acabará este enfrentamiento: los franceses tendrán que sufrir, como cada año, su tradicional derrota.
Otra historia que se presenta es la del bandido, héroe, leyenda y, en algunos sitios, hasta santo, Agustín Lorenzo; personaje del siglo XIX que se robó a la hija del corregidor de Huejotzingo. La historia o leyenda de Agustín Lorenzo también está rodeada de elementos de gran espectacularidad. El bandido llega a caballo entre música, cohetes y tiros al pie del Palacio Municipal. Después de haberle enviado una carta a su amada con uno de sus ayudantes, el mismo Agustín Lorenzo sube por una escalera de cuerda hasta el primer piso del edificio y ayuda a descender a su futura novia, que va ya vestida de blanco, concretando así el rapto e iniciado la persecución.
El tercer episodio que se representa durante el carnaval: un matrimonio indígena que simboliza la primera unión que se realizó en este lugar bajo el rito católico. Sin embargo, la historia de los prófugos amantes no ha terminado: alrededor de las tres de la tarde, un sacerdote une en matrimonio a Agustín Lorenzo con la hija del corregidor; pero la leyenda no tiene un final feliz: la historia culmina cuando algunos soldados disparan e incendian la choza en la que supuestamente se encontraba la mítica pareja.

#### Carnaval de Cozumel
El Carnaval de Cozumel es de los más antiguos de México y de los más importantes. Es una mezcla de diversas expresiones culturales, bailes y ritmos de la Península de Yucatán y del Caribe.
Con orígenes en 1874, es una tradición iniciada por familias migrantes provenientes de Yucatán, Campeche y otros lugares, que encontraron en Cozumel un nuevo hogar. Siendo Cozumel una localidad pequeña por más de 100 años, su carnaval fue elemento importante de la convivencia familiar y sello distintivo de la pacífica y alegre vida isleña.
Los festejos inician un mes antes del Miércoles de Ceniza, con tres semanas de Pre-Carnaval y una de Carnaval. Son expresiones culturales propias de este carnaval la Guaranducha Cozumeleña, el torito "wacax-ché" y las comparsas coplistas cozumeleñas.
Su honda raíz en la comunidad contagia a todos los habitantes a participar en ella, haciendo de calles y plazas, salas de diversión. Son especialmente notables los grupos con disfraces conocidos como comparsas, bailando por las calles, integrados por gente de todas las edades y desde luego, está el desfile principal durante 3 días donde intervienen comparsas y carros alegóricos a lo largo del malecón de la isla.

#### Carnaval de Ensenada
En Ensenada, ciudad del estado de Baja California, se hace un gran carnaval, es una ciudad que tiene un gran puerto y donde viene mucha gente a visitarla. Su nombre completo es: Ensenada de todos los Santos, así se le llamó por el descubridor de la ciudad. Este carnaval incluye bailes folclóricos, cultura, tradiciones, atracciones, juegos mecánicos, etc. Normalmente se hace un desfile para inaugurar el Carnaval así como en su culminación, en Ensenada llega gente de Mexicali, Tijuana, Rosarito, Tecate y hasta de E.U. ya que llegan en grandes barcos.

#### Carnaval de Tlaxcala
El carnaval fue introducido a Tlaxcala por los colonizadores españoles desde el siglo XVII. De hecho, en 1699 el entonces gobernador de la Provincia, el duque de San Román, emitió un Auto en el cual prohibía a los danzantes burlarse de personalidades locales y ordenó que el edicto se pregonara en los idiomas náhuatl y español. Este documento se encuentra en las oficinas del Archivo Histórico de Tlaxcala.
Las danzas y música de carnaval fueron creadas por los indígenas tlaxcaltecas a partir de la asimilación que hicieron de los bailes y música llegados de Europa entre los siglos XVI y XIX. Desde entonces han sido modificadas y adaptadas por los intérpretes, procurando no alterar demasiado su carácter original.
Las danzas tlaxcaltecas de carnaval, a pesar de ser distintas entre sí, tienen dos características en común. Primeramente, son satíricas, pues los participantes hacen mofa de las clases altas de distintas etapas históricas del estado: a través de la indumentaria y las máscaras de madera tallada que portan los bailarines (artesanías originarias de la población tlaxcalteca de Tlatempan y amaxac ), así como en algunas coreografías. En segundo lugar poseen un fuerte carácter religioso, resultado de la mezcla de los pensamientos filosóficos cristiano e indígena nahua. El espectador puede apreciar dicha religiosidad en el repertorio iconográfico cristiano que ostentan los diversos atuendos de los danzantes y en ciertos sones o canciones que se entonan durante algunas danzas. Además, en algunas poblaciones, como Amaxac, los encargados de los grupos de danzantes acuden al templo católico de su comunidad justo antes de que comience la celebración para pedir permiso a Dios y ofrecerle las danzas, costumbre heredada de la religión prehispánica.
En las comunidades, donde son interpretadas estas danzas, la población las considera su principal símbolo de identidad étnica y cultural, como lo es San Juan Totolac, San Bernardino Contla, Panotla, Chiautempan, Amaxac de guerrero, Santa Cruz Tlaxcala, Yahuquemecan, San José Teacalco, San Cosme Xalostoc, Texoloc, Tlaxcala, Tepeyanco, Tenancingo, Papalotla, San Francisco Tetlanocan, por mencionar solo algunas. Pues a través de ellas expresan y viven la concepción de su propia historia y del mundo. Por tal motivo el carnaval es tan importante, para ellos, como la Semana Santa, Navidad, día de muertos y la fiesta patronal. Es una pasión el elaborar los trajes de chaquiras y lentejuelas plumajes exóticos para poder tener la experiencia de poder bailar en el carnaval, en Tlaxcala, uno de los más concurridos es el de Yauhquemehcan cada año algunos de sus municipios, Ocotoxco, San Francisco Tlacuilohcan, Santa Úrsula Zimatepec, San José Tetel, San Lorenzo Tlacualoyan, y San Dionisio Yauhquemehcan por mencionar algunos llenan de gran colorido y alegría sus calles.
El hecho de ser el carnaval más antiguo de todo México, da al de Tlaxcala un tono histórico muy importante, ya que destaca de otros por la tradición tan peculiar que prevalece en prácticamente cada comunidad del estado; a pesar de ser una entidad pequeña en territorio, este carnaval se regionaliza por diferentes sones y vestimentas. En común, y convirtiéndose en un sello distintivo, todos los hombres usan máscaras de “Huehue”.
Una fiesta más que congrega a los Tlaxcaltecas a salir a las plazas a ejecutar o ver bailar a las diferentes cuadrillas, que en algunos casos se convierten en concursos dancísticos, donde la sana competencia hace mejorar al carnaval cada año.
La festividad se lleva a cabo en distintas fechas del mes de febrero, con la participación de prácticamente todos sus municipios, algunos con más arraigo como son: Amaxac de Guerrero, Panotla, Contla, Totolac, Mazatecochco, Papalotla, Yauhquemecan, Teolocholco, Zacatelco, El Carmen Tequexquitla, Tlaxco, Xaltocan Chiautempan, Tlaltelulco y Tlaxcala entre otros.
La celebración comienza con un colorido desfile de bailarines, carros alegóricos y bailes de cuadrillas. Recorren las calles grupos de danzantes conocidos como camadas. Cada pueblo realiza su remate de carnaval en diferentes fechas, concluyendo totalmente hasta el Domingo de Ramos, estos remates son propios de cada camada, en donde su identidad como grupo dancístico y de su comunidad realzan aún más el carnaval en Tlaxcala y México, ya que las fechas de esta tradición se postergan más allá de las marcadas en el calendario.

#### Carnaval de Campeche
En México estaba considerado el carnaval más antiguo, con 428 años de existencia, el carnaval de Campeche, en el sureste de México (península de Yucatán). El carnaval de Campeche no es el más antiguo de México ni tampoco se ha celebrado de forma ininterrumpida, según el cronista de la ciudad, José Manuel Alcocer Bernés, quien aseguró que no existen suficientes elementos históricos para sustentar tales afirmaciones.
Se presume que la primera celebración del Carnaval en la ciudad de San Francisco de Campeche, se efectuó en 1582 tras la orden del Gobernador Español de la provincia Guillén de las Casas.
En el Siglo pasado a la señorita elegida para representar la belleza, se le llamaba Lucero o Estrella del Carnaval, este título sufrió otro cambio antes de Reina, fue Flor del Carnaval más o menos por 1930.
Las comparsas Típicas, que son la herencia que llega hasta nuestros días de añejos carnavales basados en el folklor que les caracteriza, influenciada por la cultura negra, como las Jicaritas, el Gallo, los Papagayos y la Guaranducha Campechana.
Las coronaciones del carnaval de Campeche.
Las famosas noches de coronación del carnaval de Campeche, empiezan con la coronación de los reyes con discapacidades diferentes, cabe mencionar que la ciudad de Campeche, del estado de Campeche fue el primer carnaval en tener reyes de discapacidad, demostrando que el carnaval es para todos y de todos.
La segunda noche de coronación corre a cargo de los reyes infantiles, que año con año dan un espectáculo de primer nivel al igual que la tercera noche de coronación que encabezan los reyes del carnaval que igual brindan un espectáculo de gran nivel y la última noche de coronación es de la reina de la TV, donde se invita a una celebridad para ocupar el cargo de reina del carnaval de campeche como representante de la TV y donde la acompaña un chambelán de TV.

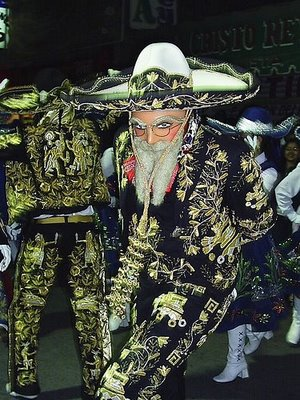
Carnaval en Chimalhuacán

#### Carnaval de Puebla
En México hay varios tipos de "Carnavales" que dan a entender parte de la historia de México; pero uno de los más importantes es el que se realiza en el centro del estado de Puebla. Este carnaval da inicio en el Primer Barrio De Puebla y más importante de Puebla El Barrio Del Alto Sus personajes son: El Huehue, Diablo, María(Urbana), María (clásica) y La Maringuilla.Carnaval de san Lorenzo

#### Carnaval de Mazatlán
El carnaval de Mazatlán es en la actualidad uno de los más importantes de México ya que en el primer desfile del domingo reúne a más de 600 000 personas a lo largo de tres horas por la zona costera de la ciudad en la llamada "Avenida del Mar" cifra que no siempre es rebasada en su segundo desfile realizado el martes siguiente.
Una novedad que ofrece a los turistas que llegan de todas partes del mundo a presenciar este festejo es el llamado "Quema del mal humor" donde la tradición indica quemar un personaje de papel (Monigote) que representa a alguna persona que el pueblo considera ha realizado alguna mala acción que normalmente son políticos, presidentes o el 2013 que fue quemada "La influenza" que tanto afectó la imagen del país en años pasados, seguida por el famoso "Combate Naval" que representan la batalla que se llevó a cabo contra las embarcaciones francesas que buscaban desembarcar en el puerto.
Un elemento muy representativo de este carnaval son los grandes "Monigotes" que se colocan a lo largo de las áreas importantes de la ciudad como decoración y que resultan ser gigantescas figuras hechas de papel maché sostenidas por grandes estructuras.
Los eventos centrales de la fiesta tienen que ver con las coronaciones de las reinas del carnaval, los cuales son eventos masivos que se realizan con una selección de artistas de clase mundial.
Durante estos días, el pueblo mazatleco reconoce en el desfile de carnaval uno de los momentos centrales del festejo, acto fundamental en el que se resume la totalidad de los elementos que componen la fiesta. Desde sus orígenes son programados dos desfiles, uno el domingo y otro el martes de carnaval (para despedir el festejo). La magnífica parada compuesta de vistosos carros alegóricos, soberbias carrozas reales y comparsas de ambiente, recorre buena parte del paseo costero, con una asistencia calculada en varios cientos de miles de espectadores. En él participan las cortes reales, embajadoras de diversas partes del país y del extranjero, invitados especiales como deportistas, animadores de televisión y diversas personalidades de la farándula; además, por supuesto, de cientos de mazatlecos de todas las edades y condiciones sociales.
El Carnaval de Mazatlán se distingue de los otros carnavales del país y del mundo, porque aquí la diversión se ofrece al ritmo de la “banda”; la música de la Tambora regional que de Sinaloa ha trascendido al mundo a través de lo que hoy se llama “la onda grupera”. Además, el programa de esta fiesta, como caso excepcional, incluye actividades de carácter cultural (certámenes de poesía, premio de literatura y espectáculos de enorme calidad artística), con los que la fiesta se extiende a todos sectores de la población y abarca toda la gama de gustos de los porteños y de los turistas.

#### Carnaval de Michoacán
En Michoacán, el carnaval se celebra con la aparición de la danza de la Ch’anatzcua (Fiesta) en varias comunidades indígenas y en Morelia, Charo, Queréndaro, Indaparapeo, Copándaro de Galeana y otros Municipios cercanos a la cabecera del Estado, encontramos la danza del “toro de petate”; misma que simula una corrida de toros, se organizan antiguamente por los barrios, hoy día por colonias o familias.
Esta celebración tiene sus antecedentes en el siglo XVI en el libro Tratado Curioso y Docto de las Grandezas de la Nueva España, del viajero Antonio de Ciudad Real cito: “Martes 21 de octubre (1586)… llegó a decir misa al mismo pueblo y convento de Tarímbaro, donde se le hizo muy solemne recibimiento, con música de trompeta y chirimías con una danza de indios enmascarados que iban corriendo un toro contrahecho, danzando al son de un tamboril”
Una interpretación posible al que hacen referencia algunos investigadores es, que al hecho que solamente los españoles poseían ganado mayor y organizaban corridas de toros, de tal forma que la población indígena imitando y satirizando las mismas crearon a los toros de petate, que reciben este nombre debido a que la estructura principal estaba hecha a base de petate, un tejido hecho a base de fibras de varias especies de palmas y adornado con tiras de papel de China, lo cual le confería cierta ligereza para maniobrarlo. Irónicamente hoy en día son hechos a base de vigas de madera y Acero de refuerzo además de varios adornos hechos a base de papel mache, brillantina y papel metalizado, lo que hace que lleguen a pesar hasta decenas de kilogramos.
La comparsa la integran, el toro, el caporal, encargado de guiar al toro y responsable de dar muerte al toro al concluir la danza, la maringuía, o esposa del caporal, en muchos lugares es representado por una mujer y el caballito, o hijo del caporal; en la segunda mitad del siglo XX, se integra el apache y se acompaña por las calles las colonias con una banda de música (antiguamente una guitarra, un violín y la chirimía).

#### Carnaval de Ciudad del Carmen
El Carnaval de Ciudad del Carmen es el segundo más antiguo de México, se ha celebrado desde finales del siglo XVIII (hace 216 años) en esta ciudad del estado de Campeche. Se inicia el 20 de enero con la coronación del Rey Feo o Rey Momo, que preside las fiestas, es la única ciudad en la cual el Carnaval inicia en enero.
Una semana antes de la semana de carnaval se coronan a los reyes infantiles, el primer jueves antes del Miércoles de Ceniza se celebra el Primer Bando Infantil de Carnaval que recorre las principales calles de la ciudad o el circuito del Malecón de la calle 20; el viernes se corona la reina; el sábado las familias de la ciudad se reúnen desde tempranas horas en Av. Juárez, Av. 31 y en el centro histórico, para presenciar el Tradicional Sábado de Bando o Primer Bando General de Carnaval, en que los reyes usan sus trajes de coronación; el domingo en la Zona Oriente de la Ciudad, Av. Central, Av. Contadores, Av. Puerto Progreso y Av. Puerto Campeche (Hasta el 2007 se realizaba en avenida Páez Urquidi o calle 47) se lleva a cabo el Segundo Bando General de Carnaval donde los participantes usan sus trajes de comparsa; el lunes en el Malecón se lleva a cabo el Segundo Corso Infantil, y el Martes de Carnaval, en la avenida Juárez, calle 35 y en el centro histórico, se lleva a cabo el Tercer y Último Bando General de Carnaval, donde toda la ciudad acude a bailar y disfrutar de la algarabia, casi toda la población se disfraza este día.
El miércoles de ceniza por la noche se realiza la premiación de los carros, las comparsas y disfraces, al terminar se realiza la quema de Juan Carnaval con un show de pirotecnia; cabe mencionar que al terminar los bandos hay bailes populares o presentación de artistas.
En los años 2008 y 2009, los bandos se realizaban en el Complejo Turístico de Playa Norte (Recinto de la Feria de Julio Internacional Carmen). Actualmente van 3 años en que, por Tradición, vuelven a realizarse en las Calles de la Ciudad, 2010, 2011 y 2012.

#### Carnaval de Mérida
Desde el siglo XIX, el Carnaval se festeja anualmente en la ciudad de Mérida, Yucatán. Como todos los carnavales, es una fiesta popular en la que reina la alegría y la diversión. Sin embargo, por la cultura yucateca, la gente suele ser más reservada y organizada, lo que vuelve dicha fiesta muy agradable para todas las edades y condiciones.
El Carnaval de Mérida se caracteriza por su original aspecto étnico, ya que se fusionan la cultura contemporánea con la cultura maya, y tiene un día en especial que hace algarabía a pueblo yucateco, con un desfile regional, en donde se luce el traje de mestizo, con una combinación del carnaval de alegres comparsas y coloridos carros alegóricos.
A partir del 2002 se le pusieron temas como: El Carnaval de Mérida, El Carnaval del Mundo Maya, El Carnaval del Agua, Carnaval del Mundo, Fantasía, Magia y Misterio, Carnaval 2007 La Fiesta continua "El Circo", Carnaval de las Maravillas, Un Carnaval de Película, Al Ritmo del Carnaval, Ciudad Carnaval y Carnaval de la Nueva Era.

#### Carnaval de Tlaltenco
En San Francisco Tlaltenco, Delegación Tláhuac se realiza desde hace muchos años esta tradición que es el carnaval, desde trajes de disfraces (a los que se les dice feos), hasta los charros con damas, reyna, princesas y carro alegórico. Es conocido como uno de los mejores carnavales del Distrito Federal y se llevan a cabo durante la Cuaresma.

#### Carnaval de Peñón de los Baños
En el pueblo del Peñón de los Baños, en la Delegación Venustiano Carranza, se realiza desde hace más de 130 años más o menos un carnaval con sus tres barrios que son El Carmen, Ascensión, y Reyes, cuyos habitantes se disfrazan de traje de gala y salen en parejas con máscara de cera que es lo tradicional, como también salen de películas extranjeras y que se van pasando de generación en generación, pero que a su vez hacen que se conserven estas tradiciones donde también hacen su representación del ahorcado cerca de donde está la capilla del siglo XVII. Según la leyenda de estos pobladores nos cuentan que el cacique del pueblo se ha robado a la novia en pleno casorio y que lo van buscando a través de lo que dura este carnaval.

#### Carnaval de Veracruz
El Carnaval de Veracruz se realiza en la Ciudad y Puerto de Veracruz, México. Es uno de los carnavales más reconocidos de México y el mundo. Característico por su gran tradición y alegría, es considerado «El más Alegre del Mundo»
Durante nueve días, los nueve anteriores al Miércoles de ceniza se realizan desfiles llenos de color que inundan sus calles con un ambiente musical y festivo, el primer evento del carnaval es la quema del “Mal Humor”, y en el noveno día se realiza el entierro de Juan Carnaval. Durante los festejos se organizan grandes bailes y fiestas de máscaras, y se interpreta el danzón tradicional del folclore de Veracruz. Su música a partir de arpas, marimbas y guitarras inunda toda la festividad, siendo ésta la más popular del lugar.
Actualmente, el carnaval veracruzano se innova año con año; es decir, presenta su logotipo, tema y propaganda oficial. A su vez, la festividad cuenta con sus personajes oficiales, que representa la alegría y calidez del Jarocho: Mary Rumbas y Juan Carnaval.

#### Carnaval de Tampico
El registro más antiguo que se tiene de una celebración de carnaval en Tampico es de 1835 según aparece en un diario local de ese año. Se llevó a cabo por parte de la Lonja Mercantil de la Ciudad (Lo que actualmente es el Casino Tampiqueño). Fue llevado a cabo en un teatro montado especialmente para el evento. Al año siguiente, en 1836, La Lonja celebró el carnaval en los salones de su propio recinto. Si se toma esa celebración como la primera oficialmente llevada a cabo, entonces Tampico ya tiene más de cien años celebrado el carnaval porteño. Con el tiempo además de la clase alta, la clase popular empezó a celebrar simultáneamente en las calles el carnaval. A finales del siglo XIX y bajo la influencia española se organizaron estudiantinas como parte del desfile. Ya para principios de l Siglo Veinte la influencia del Caribe influenció el carnaval tampiqueño. Se empezó a usar más la iluminación eléctrica, la costumbre de la reina del carnaval y el entierro del mar humor. Todo debido quizá a las colonias jamaicanas y cubanas asentadas en Tampico. Avanzando el siglo el carnaval cada vez más conocido recibió visitantes de Mérida, Veracruz, La Habana y Nueva Orleans. Desgraciadamente este carnaval fue careciendo de importancia y continuó hasta nuestros días pero de una manera más local (Datos de la Gaceta del Archivo Histórico de Tampico Vol 1, N.º 3, 2010)

### Nicaragua
El carnaval celebrado en Nicaragua se llama "Carnaval Alegría Por La Vida". Tiene lugar regularmente durante febrero en la ciudad Managua, la capital. La celebración está llena de colorido, música, bailes típicos de la nación, etc. Durante el carnaval ocurre la elección de la reina. En este certamen participan 15 muchachas de distintas partes del país, donde luego una de ellas se alza con la corona. Aparte de esto, también se elige la mejor comparsa de todas las participantes. A pesar de ser una celebración reciente, ha alcanzado un importante reconocimiento por los nicaragüenses y extranjeros que se deleitan con esta.

### Panamá
Los Carnavales de Panamá, también denominados fiestas del Rey Momo, se festejan por cuatro días consecutivos, anteriores al Miércoles de ceniza. Esta festividad de Panamá termina el martes en la noche con el entierro de la sardina.
En la capital se disfruta en las mañanas las “mojaderas” o "culecos" que refrescan el calor tropical; en las tardes los desfiles y paradas con “Reinas” de extravagantes y lujosos disfraces en carros alegóricos, acompañadas de comparsas, murgas, y tunas son el deleite de chicos y grandes. En las noches los bailes populares en sitios públicos y avenidas culminan un día lleno de actividades festivas. Las horas de descanso son pocas pues tan pronto el sol calienta se inicia nuevamente la fiesta.
En el Carnaval de Las Tablas los culecos se realizan, además de los carros cisternas que esparcen agua a través mangueras, también con carros alegóricos extravagantes y preciosos, con materiales de lujo. Cada Tuna (calle Arriba y calle Abajo) sale con un solo carro alegórico. En las noches donde las Reinas salen ataviadas con su mejor traje para lucirse, en pedrerías finas y plumajes exóticos. Cada Tuna sale con dos carros, el primero van las damas de la Corte Real y el segundo donde va la Majestad y sus princesas, pajes y heraldos. En esta ciudad, cada tuna abre su desfile con un espectáculo pirotécnico de alto valor escénico que da inicio al recorrido de cada Tuna (agrupación o barrio). La calle Arriba tiene de sede la calle la Bolívar y calle Abajo Punta Fogón. Durante las cinco noches se dan unas series de temas con relación a una característica en especial. A partir de 1986, La Tuna de calle Abajo y su Majestad Lilibeth Batista Vásquez 1a. inicia un recorrido para Despedirse como Reina Saliente, en la noche del viernes, La Tuna de calle Arriba toma esta tradición en 1993 al despedir a su Soberana Débora Mercedes Decerega 1a.

### Paraguay
La más importante fiesta de carnaval del país es el Carnaval de Encarnación, aunque también están el Carnaval de Villarrica y el Carnaval de Caacupé, El carnaval de Encarnación atrae todos los años más de 250.000 turistas, la fiesta de carnaval dura cuatro fines de semana, viernes y sábado, se realizan en el Sambodromo de la ciudad.
En dicho carnaval las comparsas compiten, así también las Reinas, Musas, Embajadoras, Pasistas Solista Varón y Mujer, Pasistas de Grupo Varón y Mujer, Bastoneras de Comparsas, Bastoneras de Banda de Música, Mejor banda de Música, y aparte las Carrozas de clubes y sus Reinas de Carrozas, Carrozas de barrio y sus Reinas.
Los juegos con agua, globos de agua y lanza-nieve (espuma o nieve artificial) se realizan generalmente en los fines de semanas de febrero, al igual que las fiestas de carnaval/corsos.

### Perú

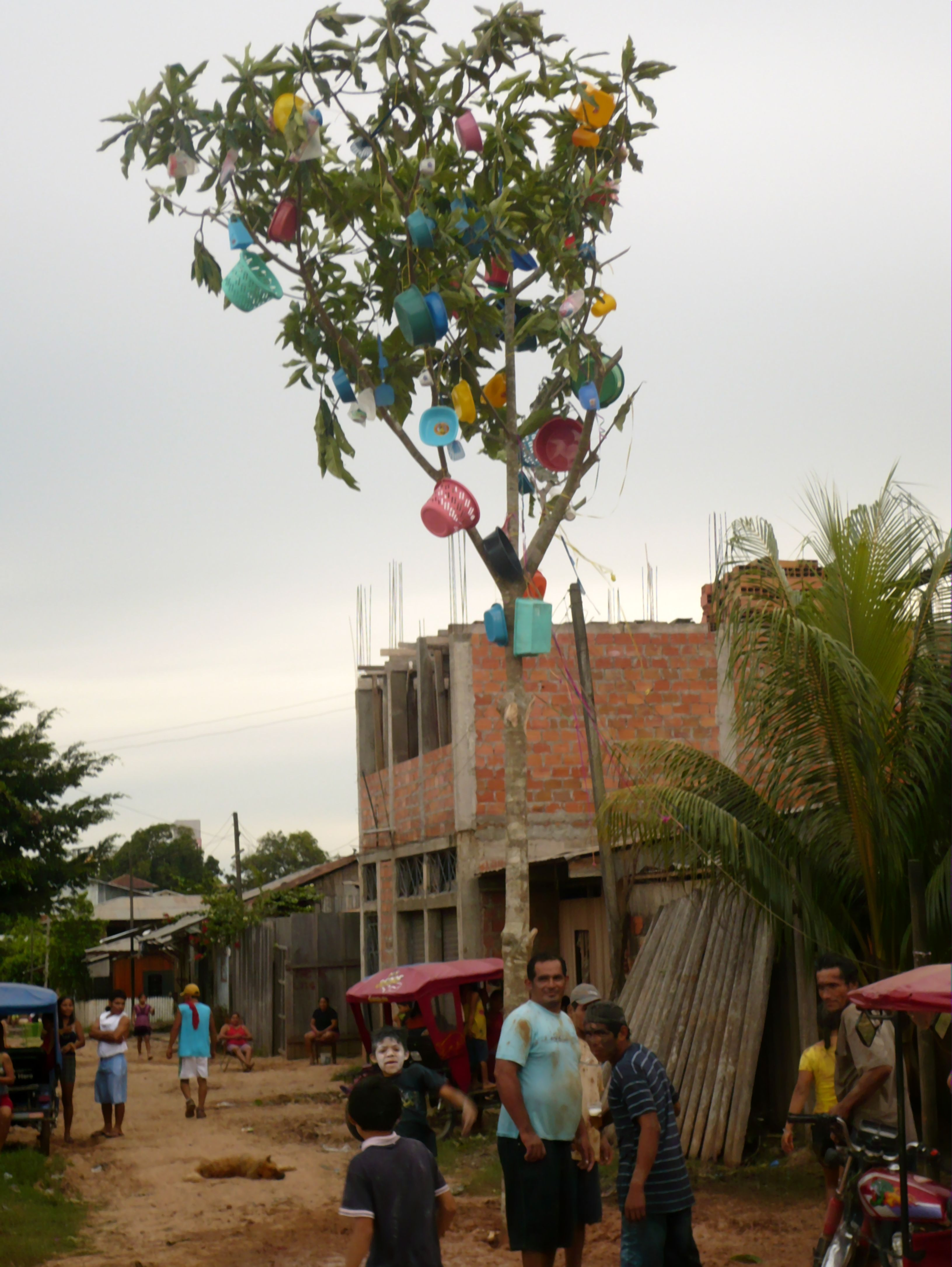
En el Perú es tradicional de muchas regiones adornar un árbol con regalos, para luego bailar alrededor de él y tumbarlo a machetazos durante el carnaval. En la foto la "humisha", nombre que recibe este árbol en la selva peruana.

El carnaval en el Perú tiene dos connotaciones, la primera es la de «fiesta folclórica» y la otra es la de «juegos con agua y pintura». En la mayoría de los casos ambas se conjugan en una sola celebración.
Los juegos con agua y pintura inician en el mes de febrero en todo el Perú y se prolongan por todo el mes; las fiestas folclóricas en cambio se inician por lo general unos días antes del miércoles de ceniza, aunque en el caso del «kashwa de San Sebastián» en el departamento de Puno, este se celebra en enero. Lo más común es que las fiestas folclóricas del carnaval giren en torno al miércoles de ceniza, pudiendo ser días antes o días después, o ambos, según el pueblo o ciudad que los celebre. En el caso de las fiestas folclóricas, en las zonas rurales y las ciudades de influencia quechua y aimara, van acompañadas de ritos a la pachamama o a imágenes católicas.
En el Perú, por lo menos 6 celebraciones del carnaval han sido proclamadas como Patrimonio cultural de la Nación y estas son: el carnaval ayacuchano, el carnaval del pueblo de Santiago de Pupuja en el departamento de Puno, el carnaval de San Pablo en la provincia de Canchis (Cusco), el carnaval de Abancay , el carnaval Marqueño y el carnaval Jaujino, ambos de la provincia de Jauja, región Junín.

### República Dominicana
De acuerdo con la documentación existente, antes de 1520 ya había carnaval en la ciudad de Santo Domingo aunque para algunos investigadores, las primeras manifestaciones de carnaval de la isla, y de América, se realizaron en lo que es hoy las Ruinas de la Vega Vieja, en febrero de 1520, en ocasión de una visita de Don Fray Bartolomé de las Casas. Los habitantes de la Vega Vieja se disfrazaban de moros y cristianos y realizaban festejos que evolucionaron en las celebraciones actuales.
En 1795 ya había carnavales para las fiestas patronales, en honor a Santiago Apóstol, para Corpus Christi y para carnestolendas, en la ciudad de Santiago de los Caballeros, cuyas manifestaciones provenían desde los días de la colonia española.
Esta tradición colonial se incrementó luego de las luchas independentistas, teniendo gran significación las fechas de nuestra Independencia (27 de febrero de 1844) y de la Restauración (16 de agosto de 1865), de forma tal que los principales carnavales del país están asociados a estas fechas y no necesariamente a las carnestolendas.
En la celebración del Carnaval Dominicano se aprecia, en particular en los atuendos y disfraces, una mezcla muy variada por regiones de elementos y tradiciones africanas traídas por los esclavos transportados al Nuevo Mundo y las costumbres y ropajes europeos de sus amos y colonizadores.
Se confunden en las festividades los diablos cojuelos, con sus trajes de capa cubiertos de espejos, cascabeles y cencerros, que ridiculizan a los señores medievales, con los platanuses y otros disfraces netamente africanos, así como un sinnúmero de manifestaciones de la creatividad popular.
Entre nosotros, por ejemplo, los lechones de Santiago aparecieron después de la Restauración, al amparo de los bailes de máscaras celebrados en la casona de Madame García.
En el país, existen algunos carnavales de origen más africanos y cuyas celebraciones generalmente no están relacionados ni con las carnestolendas ni con las fechas patrióticas. Estos carnavales son conocidos como "carnavales cimarrones" y el más conocido de ellos es el de Cabral, que se celebra en Semana Santa. Comienza el Jueves Santo y es llamado de esa manera debido a que se realiza en lugares donde ocurrieron movimientos cimarrones por parte de esclavos africanos que se alzaron en busca de su propia identidad y libertad.
En todo el país se celebra el carnaval (aunque sea del tipo cimarrón), presentándose variaciones regionales.
Azua
El Carnaval de la ciudad de Azua de Compostela es uno de los más antiguos del país; se celebraba, además del período de carnestolendas, para sus fiestas patronales en honor a la Virgen de las Mercedes (24 de septiembre). Igualmente se celebra para el 19 de marzo, en conmemoración de la Batalla del 19 de marzo de 1844, mezclando así lo festivo con lo patriótico, común en el país.
Cabral
En Cabral, en la provincia de Barahona, como parte del Carnaval Cimarrón, diferente al carnaval europeo de carnestolendas, encontraremos a las Cachúas, nombre dado por la presencia de sus "cachos" (cuernos), al final de la Semana Santa.
Las Cachúas, con un mameluco coloreado y alas de murciélago, tienen una de las máscaras más hermosas del país sin pintura, sobre la base de papel multicolor de vejiga y crepé, donde sobresale una enorme cabellera.
Cotuí
Aunque algunos de los personajes carnavalescos son comunes a otras partes del país, en Cotuí se desarrollan algunos tipos exclusivos, siendo los más impactantes y hermosos Los Platanuses (con sus derivados Los Papeluses). Con sus trajes de hojas secas de plátanos y sus máscaras vegetales de higüeros, adornados indiscriminadamente de comején (termites) y panales de avispas, el carnaval de Cotuí logra una hermosa dimensión artística, cultural y antropológica, única en el país.
La Vega
Durante años el carnaval vegano mantuvo una expresión predominantemente españolizada, simbolizada en una expresiva teatralización, el baile de las cintas y sus Diablos Cojuelos, con trajes simples de color rojo, amarillo, verde y con sus máscaras representativas del diablo medieval, andromorfo, mefistofélico, con sus dos cachitos frontales clásicos, orejas grandes, boca abierta y dientes al aire, la cual fue posteriormente criollizada con barbas de cuero de chivo.
Cada domingo del mes de febrero en horas de la tarde, los Diablos Cojuelos salen a la calle armados de sus vejigas de toro, golpeando a todo el que ose bajar a la calle, pero respetando a los que se mantienen en la acera o calzada.
Montecristi
Montecristi tiene una hermosa tradición de carnaval popular, muy singular y extraordinariamente simbólico, expresado privilegiadamente en Los Toros como personaje central, que se dramatiza con sus enfrentamientos con Los Civiles. Estos consisten en un verdadero duelo con fuetes (látigos), con los que se procura derribar al oponente o atemorizarlo.
Los Toros tienen el rostro cubierto con una máscara de lechón (cerdo) y usan vistosos trajes de colores, revestidos en su interior con material para protegerlos de los azotes de sus contrarios. Los Civiles en cambio, deben usar pantalones cortos y ropa normal. El ganador del encuentro es quien soporta con mayor éxito los embates del contrario o quien consigue derribar a su oponente.
San Pedro de Macorís
El rasgo más característico del carnaval macorisano es la presencia de los Guloyas, declarados Patrimonio de la humanidad por la UNESCO. Diablos vestidos con trajes de llamativos colores, adornados con espejos pequeños y capa amarilla y roja. Con sus vejigas de toro y fuetes, bailan al compás de la flauta, el cencerro y la tambora.
Santiago de los Caballeros
En los inicios, el carnaval se dividía en función de la estratificación social de las clases sociales existentes en Santiago, con manifestaciones en clubes privados por parte de los sectores pudientes y en las calles de los barrios populares, particularmente en La Joya y Los Pepines, de donde surgirán los Lechones y los Pepines de la ciudad, disfrazados con coloridos trajes y atacándose mutuamente, siguiendo una larga tradición de vieja rivalidad entre ellos.
Los Lechones usan máscaras que se asemejan cerdos, mientras que los Pepines usan máscaras con cuernos puntiagudos.

### Uruguay

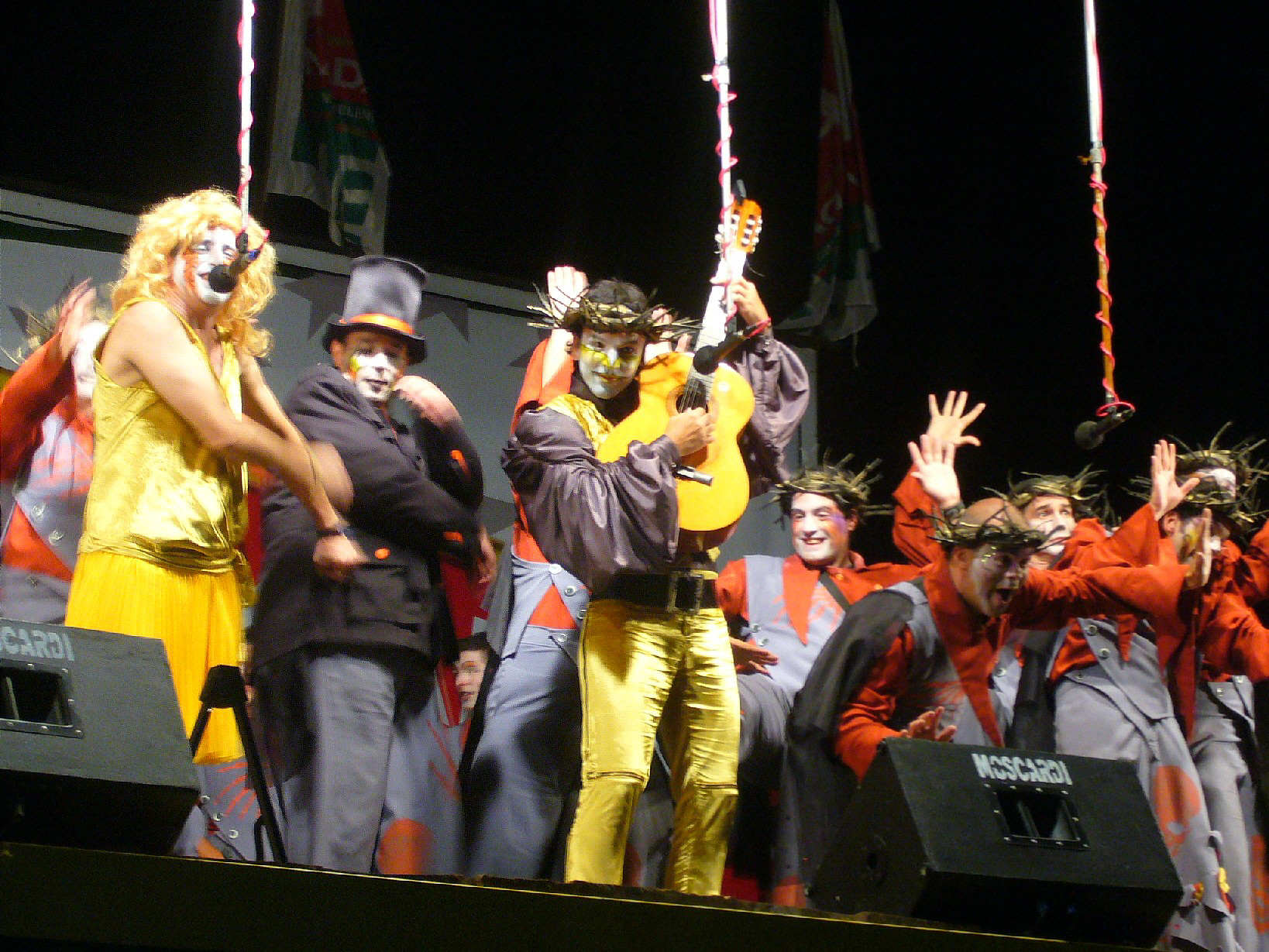
La murga uruguaya «Curtidores de hongos» en el Carnaval de 2008.

El Carnaval en Uruguay es la fiesta popular por excelencia, considerándose además el más largo del mundo, con cuarenta días de duración. Su capital, Montevideo, fue declarada en 2009 Capital Iberoamericana del Carnaval. Se estima que el carnaval en tan solo un mes, vende más entradas que todos los demás espectáculos tanto deportivos como culturales juntos, incluyendo el fútbol, deporte más popular del país. El carnaval en Montevideo se abre con el Desfile Inaugural el último jueves de enero, que se realiza en la principal avenida, 18 de Julio, donde desfilan las 50 agrupaciones del carnaval (parodistas, murgas, humoristas, revistas y comparsas de negros y lubolos, los carros alegóricos, los cabezudos y las figuras del carnaval), llamadas y escuelas de samba. Este espectáculo es seguido por decenas de miles de personas en el sitio y por millones por medio de los medios de comunicación. El otro desfile importante del Carnaval son las Llamadas, desfile de comparsas de negros y lubolos que tocan el ritmo del candombe (ritmo declarado patrimonio inmaterial de la humanidad por la UNESCO, a la par del tango), y que se realiza el primer jueves y viernes de febrero, y donde participan más de 40 agrupaciones formadas por cien personas.
Pero este carnaval es fundamentalmente un carnaval de espectáculo que se desarrolla en escenarios al aire libre (tablados) diseminados por toda la ciudad y a los que concurren los distintos grupos todas las noches.
También hay un Concurso Oficial de Agrupaciones Carnavalescas que se lleva a cabo en el Teatro de Verano, donde concurren 6.000 personas cada noche a seguir sus alternativas.
Además de los festejos en Montevideo también en muchas ciudades del país se celebra carnaval con desfiles y concursos de murgas, comparsas, parodistas, etc, como en Salto, donde durante días se realiza el concurso de murgas en el escenario Víctor Rolando Lima del parque Harriague y se celebran las Llamadas al Puerto de Salto. Otras ciudades donde la fiesta de carnaval es ya famosa por el gran despliegue de desfiles, elección de reinas, etc, son Rivera y Artigas, dos ciudades que limitan con Brasil y que reciben sus influencias, convirtiéndolas en una gran atracción turística en cuanto a desfiles se trata.
Con más de 115 años de Concursos oficiales el carnaval uruguayo es el más largo del mundo.
El Concurso oficial de agrupaciones de carnaval organizado por D.A.E.C.P.U. y desarrollado en el Teatro de Verano "Ramón Collazo" del parque Rodó,
tiene como concursantes a conjuntos en las categorías de murgas, parodistas, humoristas, revistas, comparsas de negros y lubolos durante más de 40 días ininterrumpidos que dura el Concurso del Carnaval Uruguayo, comenzando alrededor del 24 de enero y finalizando los primeros días de marzo de cada año.

### Venezuela
En Venezuela la tradición del carnaval llegó junto con la conquista, cuando se tenía la costumbre de jugar con agua, azulillo, huevos y otras sustancias y fue en el siglo XVIII que el Carnaval comenzó a celebrarse en Caracas de manera más refinada, con carrozas, comparsas, entre otras actividades.
El carnaval de Venezuela es una fiesta por todo lo alto y se vive de una manera muy intensa. Son famosas las celebraciones carnestolendas (fiestas de la carne) de Puerto Cabello, San Diego, Barquisimeto, Carúpano, Maturín, Mérida y El Callao.
Hoy cada región venezolana tiene su propia manera de celebrar el carnaval y la fama de algunas de estas celebraciones, han traspasado las fronteras.
La tradición del carnaval de Puerto Cabello, en el estado Carabobo, se ha mantenido sin interrupción desde 1871, pasando de una generación a la otra, hasta nuestro días. El Grupo de Rescate Folklórico “San Millán” se ha distinguido en esta notable labor de revitalización de la cultura del carnaval popular de Puerto Cabello. El Museo de la Cultura de Valencia tiene una excelente exposición dedicada a las raíces étnicas del barrio San Millán y a su Carnaval.
En San Diego, ubicado también en el estado Carabobo, se caracteriza por sus vistosos Carnavales Turísticos, que a través de los años han ido adquiriendo un carácter regional y si se quiere hasta nacional. En primera instancia se realizaban dentro del pueblo donde un grupo de personas se organizaban, confeccionaban trajes y salían a recorrer las calles del valle.
En Barquisimeto en el estado Lara, desde el año 2000 se celebran año a año los Carnavales Internacionales de Barquisimeto, los cuales han venido evolucionando año tras año. La celebración cuenta con desfiles, conciertos y competencias. Cada año se suman más carrozas de diferentes parroquias se estiman entre 100 y 120 carrozas. El desfile de comparsas También se hace presente en esta celebración con una aproximado de 80 comparsas de jóvenes, niños y adultos, que desfilan al ritmo de la música de las diferentes bandas juveniles que los acompañan. Las comparsas y carrozas pasan por una evaluación de un grupo de jueces que durante 4 días evalúan su desempeño, las que terminen ganadoras son premiadas con un premio en efectivo. Cabe destacar que en el 2010 desfilaron carrozas de otros municipios, como lo son Torres y Palavecino.
Otro de los más importantes celebraciones del Carnaval en Venezuela son el carnaval de Carúpano Es famoso el Carnaval Internacional de Carúpano, en el estado Sucre, debido a su tradición, vistosidad y atractivo turístico. El carnaval de Carúpano recibe cada año a miles de visitantes, quienes traídos por las alegres fiestas y comparsas, han enfrentado una serie de visitantes junto a los residentes, quienes se niegan a dejar morir esta tradición.
Los carnavales de Maturín, la capital del Estado Monagas en el oriente del país con una privilegiada ubicación geográfica y riqueza petrolera. Cada año Maturín y su gente celebra de manera entusiasta las festividades del Rey Momo, con la participación de sus comunidades, instituciones educativas e industrias privadas. Durante décadas la avenida Bolívar, donde se ubica la unidad educativa Fermín Toro, principal avenida de la ciudad, congrega a más de 200 mil personas y cada año se suman más. A lo largo de la avenida Bolívar se ubican los espectadores los cuales la noche anterior al desfile traen sus asientos y sillas para asegurarse un puesto y apreciar el recorrido de las carrozas, comparsas, disfraces individuales de niños y adultos, provenientes de escuelas, comunidades, empresas públicas y privadas, así como las respectivas candidatas que esperan coronarse como la reina del Carnaval. Son muchas las transformaciones que ha sufrido esta tradición; sin embargo, en oriente ha prevalecido el gusto por las rumbas con influencia africana, europea, caribeña y carioca. También es común la música afroamericana en ritmos de salsas, merengues, los calipsos y la samba. Asimismo, se aprecian disfraces brasileños que se confunden con las fantasías de temáticas modernas, en donde por supuesto no faltan las tradicionales diversiones orientales como el Pájaro Guarandol, el Carite, la Burriquita y el Chiriguare.
La ciudad de los caballeros, como se conoce a Mérida, celebra durante los días del carnaval su internacionalmente famosa "Feria del Sol". Esta feria tuvo su origen en la fiesta que se celebraba en honor a la Virgen de la Inmaculada Concepción, la cual se realizaba en el mes de diciembre, pero debido a las lluvias decembrinas ésta fue cambiada entre los meses de febrero y marzo, y en el año 1969 comienza a festejarse con los carnavales de la localidad. Es conocida también como el Carnaval Taurino de América
En los carnavales de El Callao, en el estado Bolívar, se destacó la negra Isidora (ya fallecida), personaje que se dedicó a organizar las fiestas en esa región, haciéndolos uno de los más alegres y vistosos del país. La fiebre del oro al sur de Venezuela atrajo a la población de El Callao una gran cantidad de inmigrantes, en especial de las antillas británicas y francesas, trayendo consigo el calipso, género musical que en el país tomó sus propios rasgos y se convirtió en el centro de la celebración del Carnaval en el estado Bolívar. La explotación minera en el sureño estado Bolívar generó una mezcla de culturas producto de la inmigración, que enriqueció las tradiciones culturales de la región, especialmente el aporte afroantillano, que trajo a la población el calipso y la fiesta del Carnaval.
Con el tiempo las fiestas carnestolendas estuvieron a punto de desaparecer, sobre todo en Caracas, la vida agitada de la ciudad, el deseo de sus habitantes de tomar unos días de descanso fuera del bullicio citadino, dejaba a la capital venezolana prácticamente sola en esos días.
Mayormente el carnaval está más enfocado hacia los niños, los cuales suelen disfrazarse de sus personajes favoritos (super héroes, vaqueros piratas, reyes, etc. en el caso de los varones; mientras las niñas prefieren disfrazarse de animales, princesas, hadas, etc.).

## Cambio de fecha cada año
El carnaval es una celebración pública que tiene lugar inmediatamente antes de la Cuaresma cristiana, con fecha variable (entre febrero y marzo según el año), y que combina algunos elementos como disfraces, desfiles, y fiestas en la calle.
La fecha del carnaval depende de la Cuaresma, e igualmente, también cambia cada año en función del calendario litúrgico. Las fechas de dicho calendario están relacionadas con el ciclo lunar y acomodan los días para que el Domingo de la Pascua de Resurrección sea el siguiente a la primera luna llena que sigue al equinoccio de la primavera boreal (siendo esto entre fines de marzo y fines de abril), y el Jueves Santo es el día jueves anterior al Domingo de la Pascua de Resurrección.
Cuenta la historia que la noche en la que el pueblo judío salió de Egipto (Éxodo), había luna llena y eso les permitió prescindir de las lámparas para que no les descubrieran los soldados del faraón. Este acontecimiento lo celebran en la Pascua judía, la cual siempre concuerda con noche de luna llena. Con esto la Iglesia católica puede asegurar que el Jueves Santo, cuando Jesús celebraba la Pascua judía con sus discípulos, era una noche de luna llena.